# Tokyo
Tokyo (東京都 (Đông Kinh đô) Tōkyō-to) là thủ đô trên thực tế và là một trong 47 tỉnh của Nhật Bản thuộc vùng Kanto, phía đông của đảo chính Honshu. Đây là nơi đặt Hoàng cung và các cơ quan đầu não của Chính phủ Nhật Bản. Không chỉ là một đô thị riêng lẻ, Tokyo ngày nay còn là trung tâm của Vùng thủ đô Tōkyō. Trung tâm hành chính của Tokyo đặt ở khu Shinjuku, khu đô thị lớn nhất là Setagaya. Vùng đô thị Tokyo là vùng đô thị đông dân nhất thế giới với dân số từ 35-39 triệu người (tùy theo cách định nghĩa) và là vùng đô thị có GDP cao nhất thế giới với GDP 1.479 tỷ đô la Mỹ theo sức mua tương đương vào năm 2008.
Tokyo là một phần của khu vực Kantō ở phía đông nam của đảo chính Honshu của Nhật Bản, và bao gồm Quần đảo Izu và Quần đảo Ogasawara. Tokyo trước đây được đặt tên là Edo khi Shōgun Tokugawa Ieyasu biến thành phố thành trụ sở của mình vào năm 1603. Nó trở thành thủ đô sau khi thiên hoàng Minh Trị chuyển kinh đô của ông đến đây từ Kyoto vào năm 1868; lúc đó Edo được đổi tên thành Tokyo. Thủ đô Tokyo hiện nay được thành lập vào năm 1943 từ sự thay đổi hành chính của phủ Tokyo (東京府 Tōkyō-fu, "Đông Kinh phủ", không khác 2 phủ Osaka và Kyoto bây giờ), trong đó thành phố Tokyo (東京市 Tōkyō-shi, "Đông Kinh thị") cũ nằm ở phía đông của phủ (tương tự như thành phố Osaka và thành phố Kyoto hiện nay), được phân chia lại để chuyển thành 23 khu đặc biệt. Do vậy Tokyo của hiện tại không phải là thành phố như Hà Nội, Bắc Kinh hay Seoul. Trong tiếng Nhật, Tokyo được chính thức biết đến là đơn vị hành chính cấp 1 duy nhất của Nhật Bản được gọi là "đô" trong "đô đạo phủ huyện", tên đầy đủ là 東京都 (Tōkyō-to, "Đông Kinh đô"), thể hiện vai trò thủ đô của Nhật Bản và cai trị như một "quần thể đô thị", khác biệt và kết hợp các yếu tố của một thành phố và một quận, một nét đặc trưng của Tokyo. Trong tiếng Anh, Tokyo được gọi đầy đủ là "Tokyo Metropolis". Những cái tên như "thành phố Tokyo" hay "Tokyo City" là không chính xác cho Tokyo bây giờ, nó chỉ đúng với thành phố Tokyo cũ.
Tokyo đứng đầu về Chỉ số sức mạnh kinh tế toàn cầu và thứ ba về Chỉ số thành phố toàn cầu. Năm 2014, Khảo sát Thành phố Toàn cầu của TripAdvisor đã xếp hạng Tokyo trong hạng mục "Trải nghiệm tổng thể tốt nhất" (thành phố này cũng đứng đầu trong các loại sau: "sự hữu ích của người dân địa phương", "Cuộc sống về đêm", "mua sắm", "giao thông công cộng địa phương" và "sự sạch sẽ của đường phố"). Theo năm 2015, Tokyo được xếp hạng là thành phố đắt đỏ thứ 11 đối với người nước ngoài, theo công ty tư vấn Mercer, và cũng là thành phố đắt đỏ thứ 11 trên thế giới theo khảo sát chi phí sinh hoạt của Tổ chức Tình báo Kinh tế. Năm 2015, Tokyo được tạp chí Monocle bình chọn là Thành phố đáng sống nhất thế giới. Tokyo được xếp hạng đầu tiên trong số sáu mươi thành phố trong Chỉ số Thành phố An toàn 2017. Các thành phố sinh viên tốt nhất của QS đã xếp hạng Tokyo là thành phố tốt thứ 3 trên thế giới để trở thành sinh viên đại học năm 2016 và thứ 2 năm 2018. Tokyo đã tổ chức nhiều sự kiện lớn như Đại hội Thể thao châu Á 1958, Thế vận hội Mùa hè 1964, Hội nghị G7 năm 1979, Hội nghị G7 năm 1986, Hội nghị G7 năm 1993, World Cup bóng bầu dục 2019, Thế vận hội Mùa hè 2020 và Paralympic Mùa hè 2020.
Tokyo được Saskia Sassen cho là "trung tâm chỉ huy" của nền kinh tế thế giới, cùng với Luân Đôn và Thành phố New York. Được xem là một thành phố toàn cầu, theo xếp hạng do GaWC kiểm kê năm 2008.

## Tên gọi
Tokyo từng được biết đến là Edo, có nghĩa là cửa sông. Edo được đổi tên thành Tokyo (東京 Tōkyō: 東 tō (Đông) + 京 kyō (Kinh)) khi nó trở thành kinh đô của vương triều thời Minh Trị vào năm 1868, phù hợp với truyền thống Đông Á bao gồm chữ 'kinh' (京) trong tên của thành phố thủ đô (như Kyoto (京都), Bắc Kinh (北京) và Nam Kinh (南京)). Trong tiếng Nhật, Tōkyō hay Toukyou ("Đông Kinh") có nghĩa là "Kinh đô ở phía đông". Trong suốt triều vua Minh Trị, thành phố được gọi là "Tōkei", do chữ "Kinh" - 京 có 2 cách đọc theo On'yomi (âm Hán-Nhật) là "kyou" - きょう và "kei" -  けい (như tuyến tàu điện Keio viết là 京王線 (Kinh Vương tuyến) được gọi là Keio-sen). Một vài tài liệu chính thống bằng Tiếng Anh còn sót lại tới ngày nay vẫn sử dụng cách đọc "Tokei", tuy nhiên cách phiên âm này hiện không còn được dùng nữa.
Cái tên Tokyo được đề xuất lần đầu tiên vào năm 1813 trong cuốn sách Kondō Hisaku (Kế hoạch bí mật về giao dịch), được viết bởi Satō Nobuhiro. Khi Ōkubo Toshimichi đề xuất đổi tên trong thời kỳ Duy tân Minh Trị, theo Oda Kanshi (織田完之) ông đã có ý tưởng từ cuốn sách đó.

## Lịch sử

### Thời Edo (trước năm 1869)

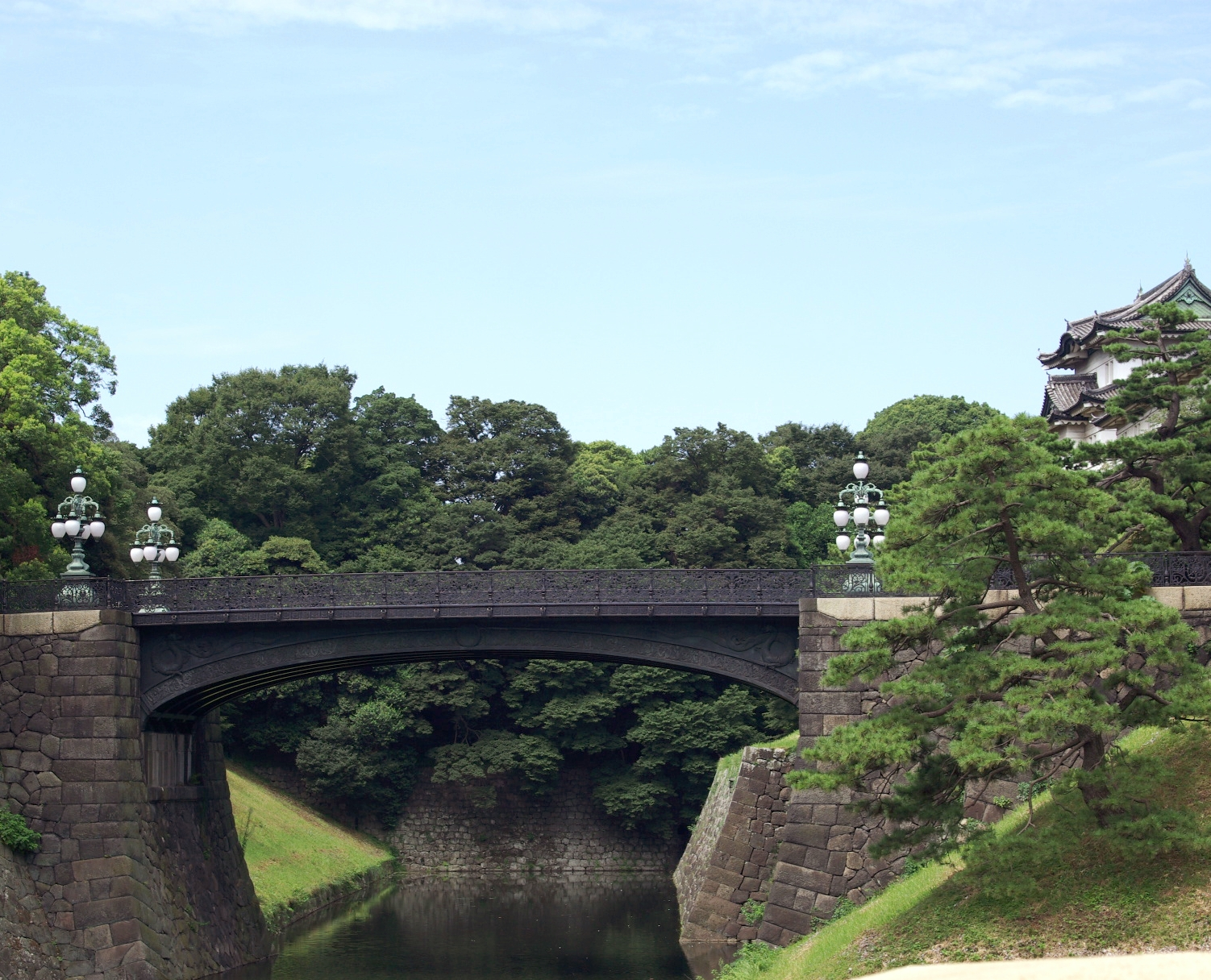
Biểu tượng của Tokyo, cầu Nijubashi nằm trong hoàng cung

Tokyo ban đầu là một làng chài nhỏ có tên là Edo, trước đây từng là một phần của tỉnh Musashi cũ. Edo lần đầu tiên được phát triển bởi gia tộc Edo, vào cuối thế kỷ thứ mười hai. Năm 1457, Ōta Dōkan xây dựng lâu đài Edo. Tầm quan trọng của Tokyo được nâng lên chủ yếu là do công của hai nhà lãnh đạo lỗi lạc: Tokugawa Ieyasu và. Vào năm 1603, sau khi thống nhất các sứ quân đánh lẫn nhau ở Nhật Bản, Shogun Tokugawa Ieyasu thiết lập Edo (bây giờ là Tokyo) như là căn cứ của ông. Kết quả là, thành phố phát triển nhanh chóng và trở thành một trong những thành phố lớn nhất trên thế giới với dân số trên 1 triệu người vào thế kỉ 18. Nó trở thành kinh đô trên thực tế của đất nước Nhật Bản mặc dù Thiên hoàng 
vẫn sống ở Kyoto, kinh đô Nhật Bản thời bấy giờ. (Xem Edo). Trong thời gian này, thành phố được hưởng một thời gian dài của hòa bình được gọi là thời kỳ Tokugawa yên bình. Việc không phải hứng chịu sự tàn phá do chiến tranh gây ra cho phép Edo cống hiến phần lớn các nguồn lực của mình để xây dựng lại thành phố sau những vụ cháy, trận động đất và những thảm họa thiên nhiên tàn phá khác. Tuy nhiên, thời gian kéo dài này đã kết thúc với sự xuất hiện của Thiếu tướng Matthew C. Perry vào năm 1853. Thiếu tướng Perry thương lượng việc mở các cảng Shimoda và Hakodate, dẫn đến sự gia tăng nhu cầu hàng hóa nước ngoài mới và sau đó sự gia tăng nghiêm trọng về lạm phát. Bất ổn xã hội gắn liền với sự trỗi dậy của những mức giá cao hơn và lên đến đỉnh điểm trong các cuộc nổi loạn và cuộc biểu tình lan rộng, đặc biệt là dưới hình thức "đập vỡ" của các cơ sở lúa gạo. Trong khi đó, những người ủng hộ Hoàng đế Minh Trị thừa hưởng sự gián đoạn rằng những cuộc biểu tình nổi loạn lan rộng này đã làm tăng thêm sức mạnh bằng cách lật đổ Shogun Tokugawa cuối cùng, Yoshinobu, vào năm 1867. Sau 265 năm, thời kỳ Tokugawa yên bình kết thúc.

### Từ 1869-1943

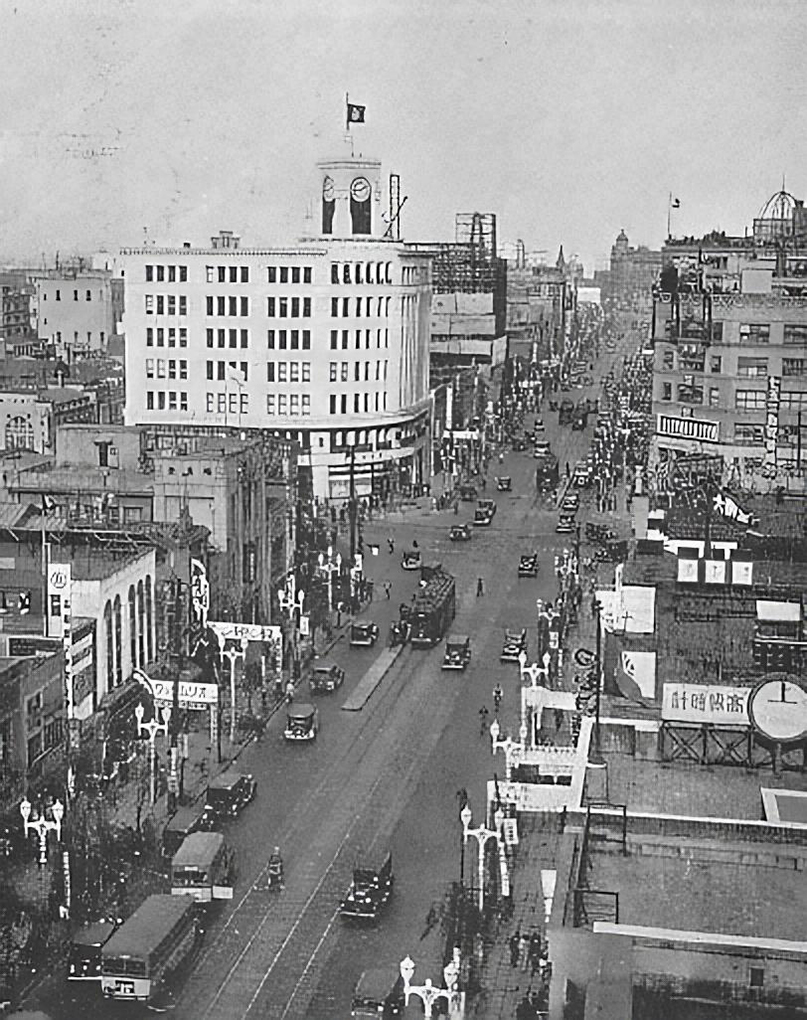
Một góc khu thương mại Ginza năm 1933

Sau 263 năm, chế độ Mạc phủ bị lật đổ và Minh Trị Thiên hoàng (Meiji) phục hồi Đế quyền. Ngày 3 tháng 9 năm 1868, Thiên hoàng Minh Trị ra chiếu dời đô và năm 1869, khi Minh Trị Thiên Hoàng vừa 17 tuổi đã cho dời đô từ Kyoto về Edo, và theo đó, thành phố được đặt tên lại là "Tokyo" (Đông Kinh). Tokyo trước đây vốn dĩ đã là trung tâm chính trị, kinh tế và văn hóa của Nhật Bản, bên cạnh đó, với việc là nơi ở của nhà vua, Tokyo đã trở thành kinh đô trên thực tế của đất nước, thành Edo trước đây trở thành Hoàng cung. Thành phố Tokyo được chính thức thành lập vào ngày 1 tháng 5 năm 1889 và tiếp tục là thủ đô cho đến khi nó trở thành một quận vào năm 1943 và sáp nhập vào "Khu đô thị mở rộng" của Tokyo.
Tokyo, cũng như Osaka, đã được thiết kế từ thập niên 1900 như là thành phố đường sắt, nghĩa là thành phố xây xung quanh các nhà ga xe lửa lớn với một mật độ dân số cao, do đó các đường sắt nội thành có thể được xây với giá khá rẻ ở độ cao của mặt đường. Điều này khác với các thành phố trên thế giới khác như Los Angeles với mật độ dân thấp chủ yếu là cho xe hơi chạy, và mặc dù các đường cao tốc đã được xây dựng, các thiết kế cơ bản vẫn không thay đổi cho đến ngày hôm nay.
Tokyo đã trải qua hai tai họa lớn và hồi phục một cách đáng kể từ hai sự kiện đó. Một là trận động đất lớn Kanto vào năm 1923, và tai họa kia là cuộc Chiến tranh thế giới lần thứ hai (1939 - 1945). Những oanh tạc năm 1945 cũng hủy diệt không kém hai quả bom nguyên tử ở Hiroshima và Nagasaki cộng lại. Nhiều khu vực trong thành phố bị san phẳng.

### 1943-nay

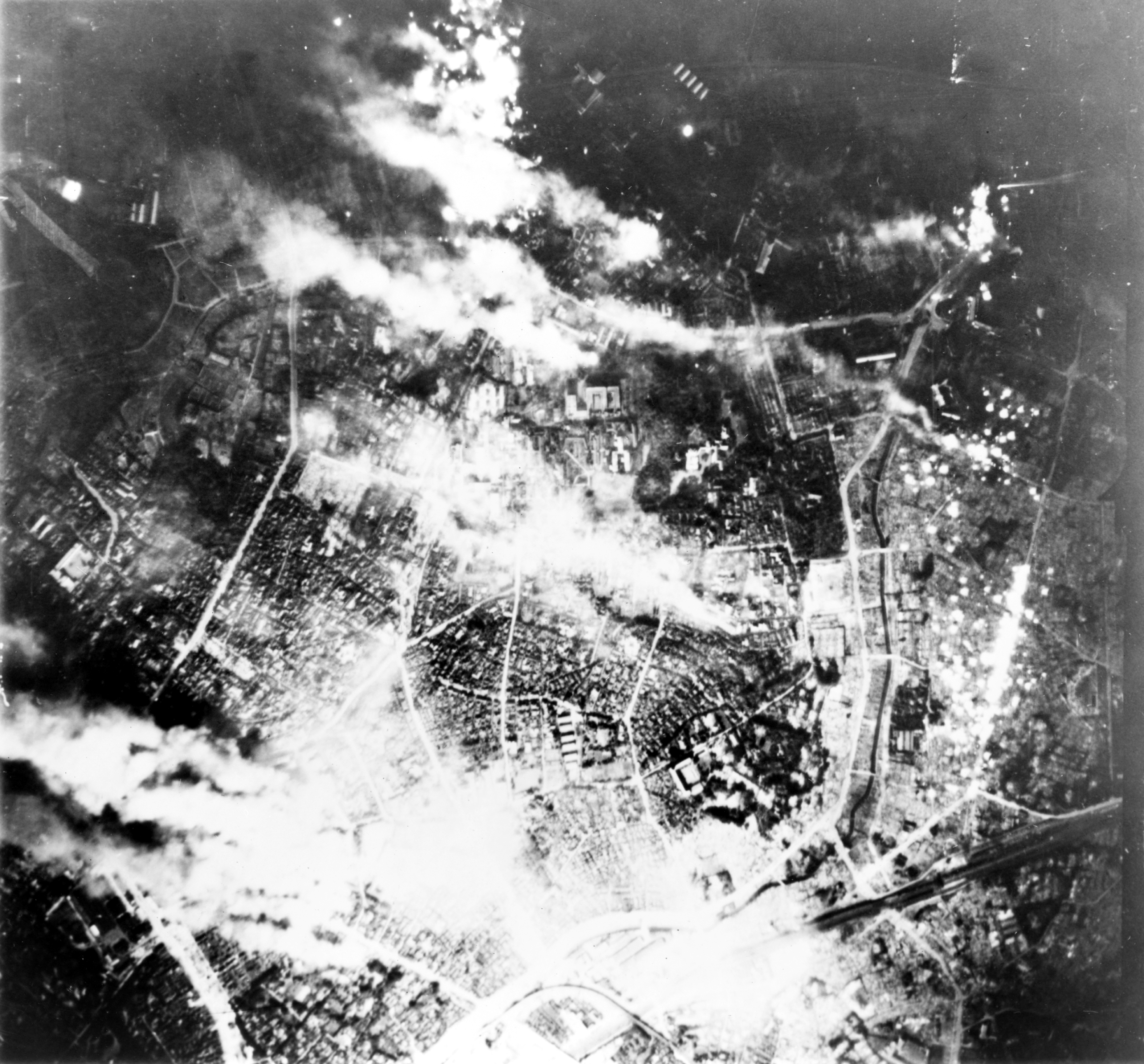
Tokyo bị quân Đồng minh oanh tạc năm 1945

Năm 1943, thành phố Tokyo sáp nhập với quận Tokyo để tạo thành "Tỉnh thủ đô" của Tokyo. Kể từ đó, Chính quyền thành phố Tokyo đóng vai trò là chính quyền tỉnh cho Tokyo, cũng như quản lý các phường đặc biệt của Tokyo, cho những gì trước đây là Thành phố Tokyo. Chiến tranh thế giới thứ hai đã phá hủy toàn bộ thành phố do các cuộc không kích của quân Đồng minh vào Nhật Bản và sử dụng bom gây cháy. Vụ đánh bom Tokyo năm 1944 và 1945 được ước tính đã giết chết từ 75.000 đến 200.000 dân thường và khiến hơn một nửa thành phố bị phá hủy. Đêm tàn khốc nhất của cuộc chiến diễn ra vào ngày 9 tháng 10 năm 1945, đêm của cuộc đột kích "Hội nghị Chiến dịch" của Mỹ, khi gần 700.000 quả bom gây cháy nổ ở nửa phía đông của thành phố, chủ yếu ở các phường dân cư đông đúc. Hai phần năm của thành phố đã bị thiêu rụi hoàn toàn, hơn 276.000 tòa nhà bị phá hủy, 100.000 dân thường thiệt mạng và 110.000 người khác bị thương. Từ năm 1940 đến năm 1945, dân số của thành phố thủ đô của Nhật Bản đã giảm từ 6.700.000 xuống dưới 2.800.000, với phần lớn những người mất nhà sống trong "những túp lều xiêu vẹo, tạm bợ".
Sau chiến tranh, Tokyo được xây dựng lại hoàn toàn, và được trưng bày cho thế giới xem trong Thế vận hội Mùa hè 1964 tổ chức tại thành phố này. Tokyo trở thành thành phố lớn nhất trên thế giới vào năm 1965 (vượt qua khỏi New York). Thập niên 1970 đem lại những phát triển về chiều cao như Sunshine 60, một sân bay mới và gây tranh cãi (Sân bay quốc tế Narita) tại Narita (rất xa bên ngoài Tokyo), và một hệ thống dân số tăng lên khoảng 11 triệu người (trong khu vực metropolitan).
Hệ thống tàu điện ngầm của Tokyo và các đường xe lửa đi lại trong thành phố trở thành bận rộn nhất trên thế giới bởi vì càng nhiều người di chuyển đến khu vực này. Vào thập niên 1980, giá địa ốc tăng vọt trong nền kinh tế bong bóng: nhiều người giàu lên nhanh chóng, nhưng bong bóng vỡ đầu thập niên 1990 và nhiều công ty, ngân hàng, và cá nhân bị vướng phải giá địa ốc suy giảm về giá trị. Sự suy thoái kinh tế theo sau đó, làm thập niên 1990 thành "thập niên bị mất" của Nhật, mà bây giờ nó đang hồi phục chậm chạp.
Tokyo vẫn chứng kiến các phát triển đô thị mới trên những vùng đất ít sinh lợi hơn. Những công trình gần đây bao gồm Ebisu Garden Place, Tennozu Isle, Shiodome, Roppongi Hills, Shinagawa (bây giờ cũng là nhà ga Shinkansen), và nhà ga Tokyo (phía Marunouchi). Các tòa nhà quan trọng đã bị phá bỏ để dành chỗ cho những khu siêu thị hiện đại hơn như dãy đồi Omotesando. Các dự án đắp thêm đất ở Tokyo cũng đã diễn ra trong nhiều thế kỉ. Nổi bật nhất là khu vực Odaiba, bây giờ là một trung tâm mua bán và giải trí.
Tokyo bị tàn phá bởi các trận động đất mạnh vào năm 1703, 1782, 1812, 1855 và đại thảm họa động đất 1923. Trận 1923, với ước tính cường độ vào khoảng 8.3, giết hại 142.000 người.
Các dự án cải tạo đất ở Tokyo cũng đã diễn ra trong nhiều thế kỷ. Nổi bật nhất là khu vực Odaiba, hiện là trung tâm mua sắm và giải trí lớn. Cũng có nhiều dự án khác nhau được đề nghị để di chuyển các cơ quan chức năng của nhà nước từ Tokyo đến một thủ đô thứ hai ở một vùng khác của Nhật Bản, để làm giảm đi sự phát triển nhanh chóng ở Tokyo và vực dậy những vùng chậm phát triển về mặt kinh tế. Những dự án này còn nhiều tranh cãi trong Nhật Bản và chưa được thực hiện.
Thảm họa động đất và sóng thần năm 2011 tàn phá phần lớn bờ biển đông bắc của Honshu đã có thể cảm nhận được ở Tokyo. Tuy nhiên, do cơ sở hạ tầng kháng động đất của Tokyo rất tốt, thiệt hại ở Tokyo là rất nhỏ so với các khu vực trực tiếp bị ảnh hưởng bởi sóng thần mặc dù hoạt động trong thành phố phần lớn đã bị dừng lại. Cuộc khủng hoảng hạt nhân gây ra bởi những cơn sóng thần cũng không khiến Tokyo bị thiệt hại gì đáng kể, bất chấp sự gia tăng đột ngột về mức độ bức xạ.
Vào ngày 7 tháng 9 năm  2013 Tokyo dã được chọn làm chủ nhà của Olympic 2020. Tokyo sẽ là thành phố châu Á đầu tiên đăng cai Thế vận hội hai lần.
Do sự tiến hóa trong phương pháp chữ Nhật được phiên âm ra Romaji, các văn bản cũ có thể nhắc đến thành phố như là "Tokio".

## Địa lý và hành chính

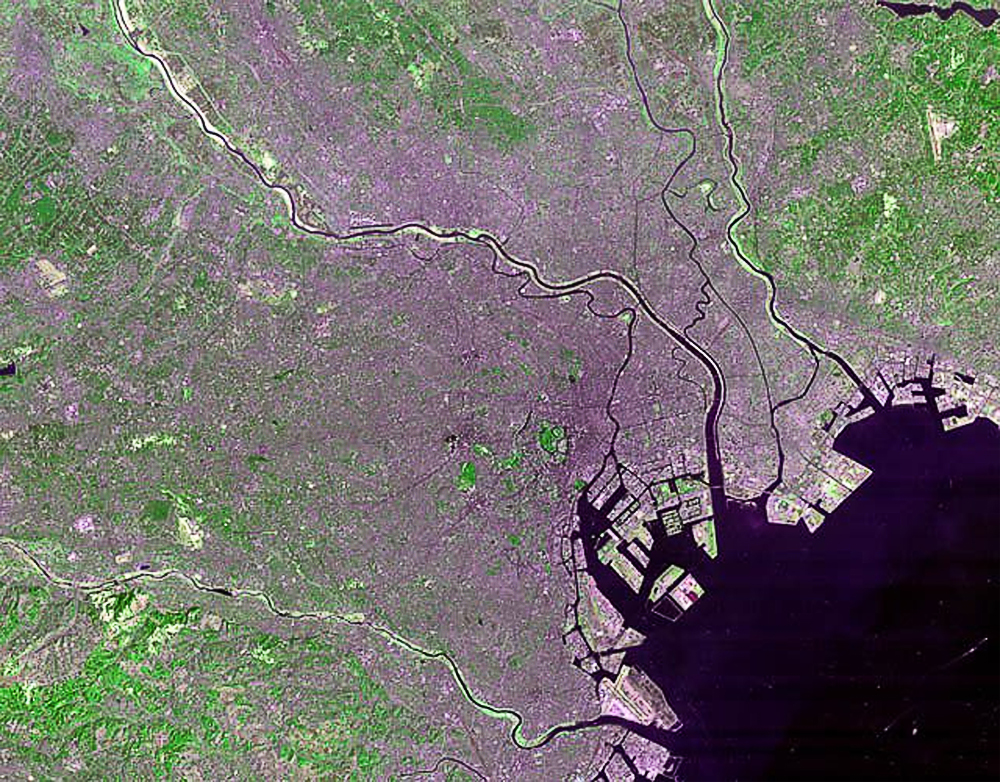
Ảnh vệ tinh của 23 khu đặc biệt Tokyo được chụp bởi NASA's Landsat 7

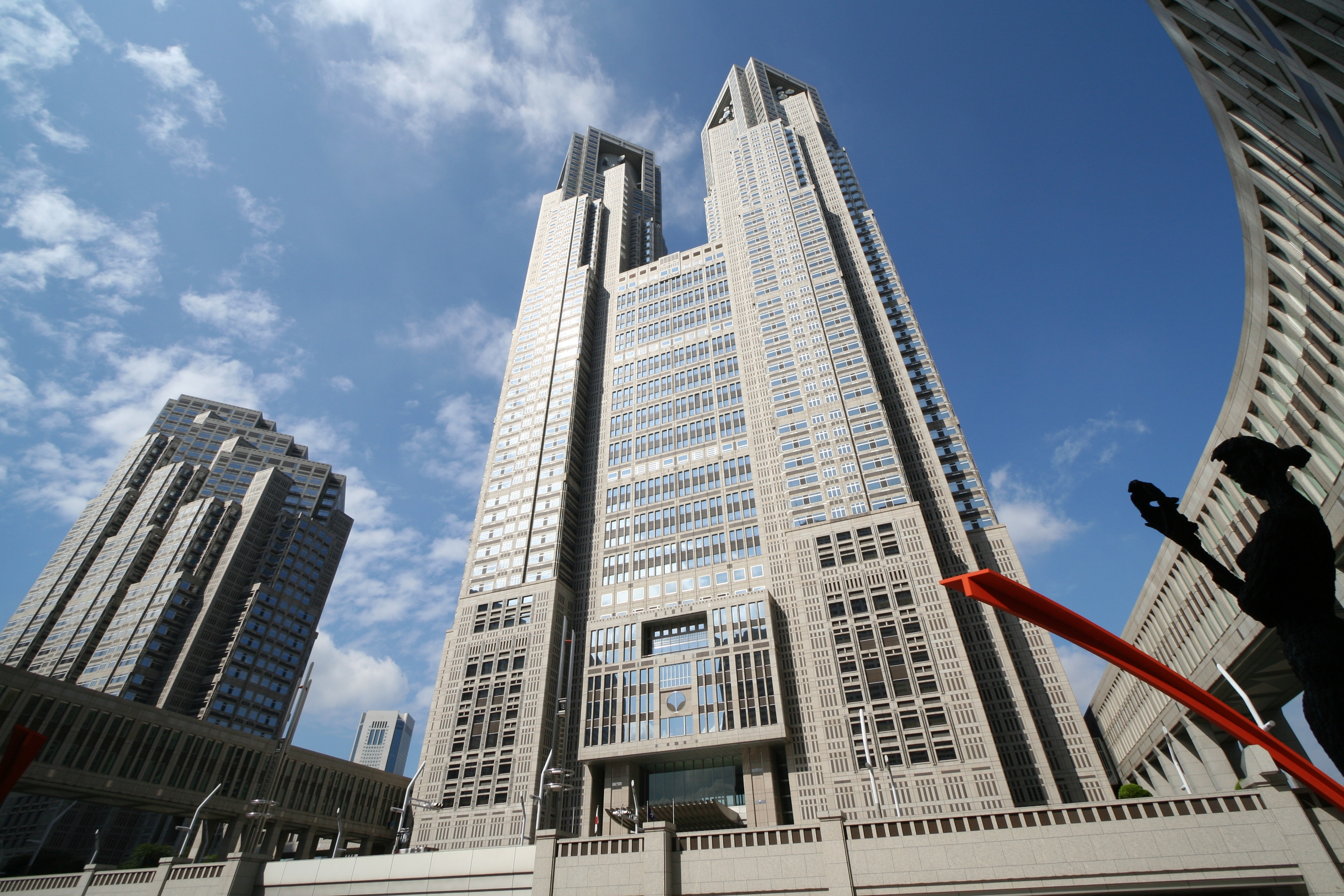
Tòa nhà chính quyền thành phố Tokyo

Phần lục địa của Tokyo nằm ở phía tây bắc của vịnh Tokyo và ước tính có chiều dài 90 km từ đông tới tây và 25 km từ bắc tới nam. Tỉnh Chiba tiếp giáp phía đông, Yamanashi phía tây, Kanagawa phía nam và Saitama phía bắc. Phần nằm trong lục địa của Tokyo được phân chia thành những khu đặc biệt (chiếm phần phía đông) và vùng Tama chạy dọc về hướng tây.
Ranh giới hành chính của vùng đại Tokyo còn bao gồm hai chuỗi hòn đảo thuộc Thái Bình Dương chạy thẳng về phía nam: Quần đảo Izu và quần đảo Ogasawara, kéo dài hơn 1000 km so với vùng đất liền Nhật Bản.
Theo luật Nhật Bản, Tokyo được phân định là Đô(都-to). Cấu trúc hành chính ngang bằng với các tỉnh của Nhật Bản. Trong vùng Tokyo thì lại có nhiều cấu trúc hành chính nhỏ hơn, được gọi là thành phố. Bao gồm 23 khu đặc biệt (特別区-khu), đây là những khu tự trị, mỗi khu có một thị trưởng và một hội đồng riêng và có cấu trúc của một thành phố. Ngoài 23 khu đặc biệt này, Tokyo còn có 26 tiểu thành phố (市 -thị), 5 thị trấn (町-đinh) và 8 làng (村-thôn), mỗi phân khu hành chính đều có chính quyền địa phương riêng. Người đứng đầu chính quyền thủ đô Tokyo là một tỉnh trưởng được bầu công khai và hội đồng thành phố. Trụ sở của thành phố nằm ở khu Shinjuku, đây là nơi điều hành toàn bộ Tokyo, bao gồm cả sông, ngòi, đầm, đảo, công viên quốc gia, thêm vào đó là cả những tuyến phố, những tòa nhà chọc trời và hệ thống tàu điện ngầm.

### 23 khu đặc biệt

23 khu đặc biệt của Tokyo

Khu đặc biệt (tokubetsu-ku) của Tokyo bao gồm một vùng từng hình thành nên thành phố Tokyo. Vào ngày 1 tháng 7 năm 1943, thành phố Tokyo được sáp nhập vào tỉnh Tokyo (東京府, Tōkyō-fu) và thành lập nên "tỉnh thủ đô". Sau vụ sáp nhập, không giống các khu thành phố khác ở Nhật Bản, những khu này không thuộc bất cứ một thành phố bao bọc lớn hơn nào. Mỗi khu là một đô thị tự trị với thị trưởng được bầu ra bởi chính khu đó và có hội đồng giống các thành phố khác ở Nhật. Điểm khác biệt của các khu này khác biệt so với các thành phố khác là mối quan hệ hành chính đặc biệt với chính quyền tỉnh. Vài chức năng đô thị nhất định, chẳng hạn như cung cấp nước, hệ thống cống rãnh, cứu hỏa được điều hành bởi chính quyền thủ đô Tokyo. Để trả cho những chi phí hành chính phát sinh, tỉnh thu thuế đô thị, thuế này sẽ thường được thu bởi thành phố.
Hiện nay Tokyo có 23 khu đặc biệt gồm: 
| - Adachi - Arakawa - Bunkyō - Chiyoda - Chūō - Edogawa - Itabashi - Katsushika | - Kita - Kōtō - Meguro - Minato - Nakano - Nerima - Ōta - Setagaya | - Shibuya - Shinagawa - Shinjuku - Suginami - Sumida - Taitō - Toshima |

### Tây Tokyo

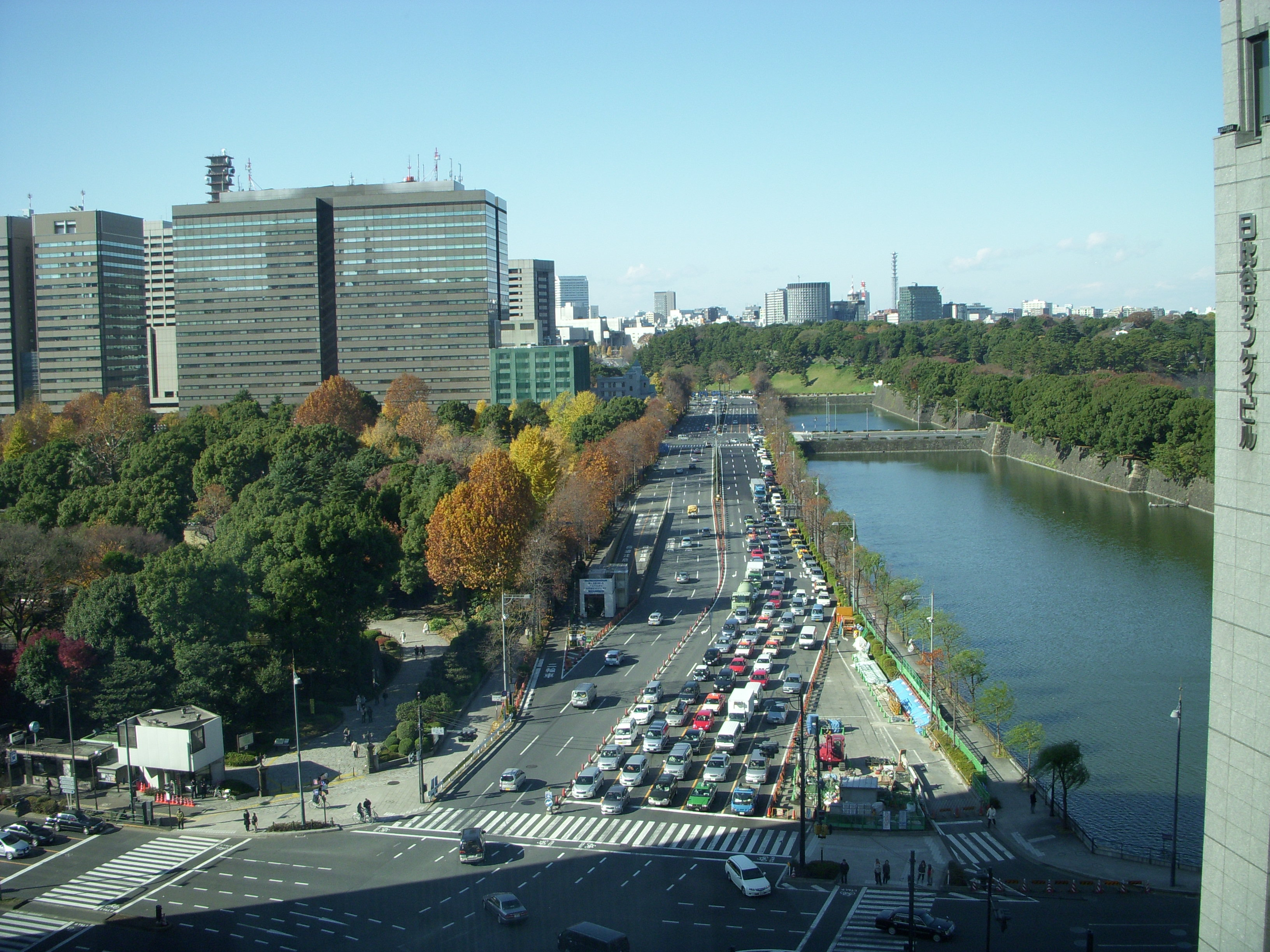
Hibiyabori

Phía tây của những khu đặc biệt gồm có những thành phố, thôn, làng có cấu trúc hành chính giống những nơi khác ở Nhật. Dù đóng vai trò chủ yếu là những nơi sinh sống của người những người dân làm việc ở trung tâm Tokyo nhưng một vài nơi ở đây cũng có những cơ sở công nghiệp và thương mại địa phương. Những khu này thường được gọi là vùng Tama hay Tây Tokyo.

### Thành phố
Có 26 thành phố nằm ở vùng phía tây Tokyo:
| - Akiruno - Akishima - Chōfu - Fuchū - Fussa - Hachiōji - Hamura - Higashikurume - Higashimurayama | - Higashiyamato - Hino - Inagi - Kiyose - Kodaira - Koganei - Kokubunji - Komae - Kunitachi | - Machida - Mitaka - Musashimurayama - Musashino - Nishitōkyō - Ōme - Tachikawa - Tama |

### Quận, thôn, làng
Đoạn cực tây có quận Nishitama. Phần lớn vùng này là núi và điều kiện địa hình không phù hợp cho phát triển đô thị. Ngọn núi cao nhất ở Tokyo là núi Kumotori, cao 2,017m; những ngọn núi khác bao gồm Takasu (1737 m), Odake (1266 m), và Mitake (929 m). Hồ Okutama, gần sông Tama cạnh tỉnh Yamanashi, là hồ lớn nhất của Tokyo.
- Hinode
- Mizuho
- Okutama
- Hinohara

### Đảo

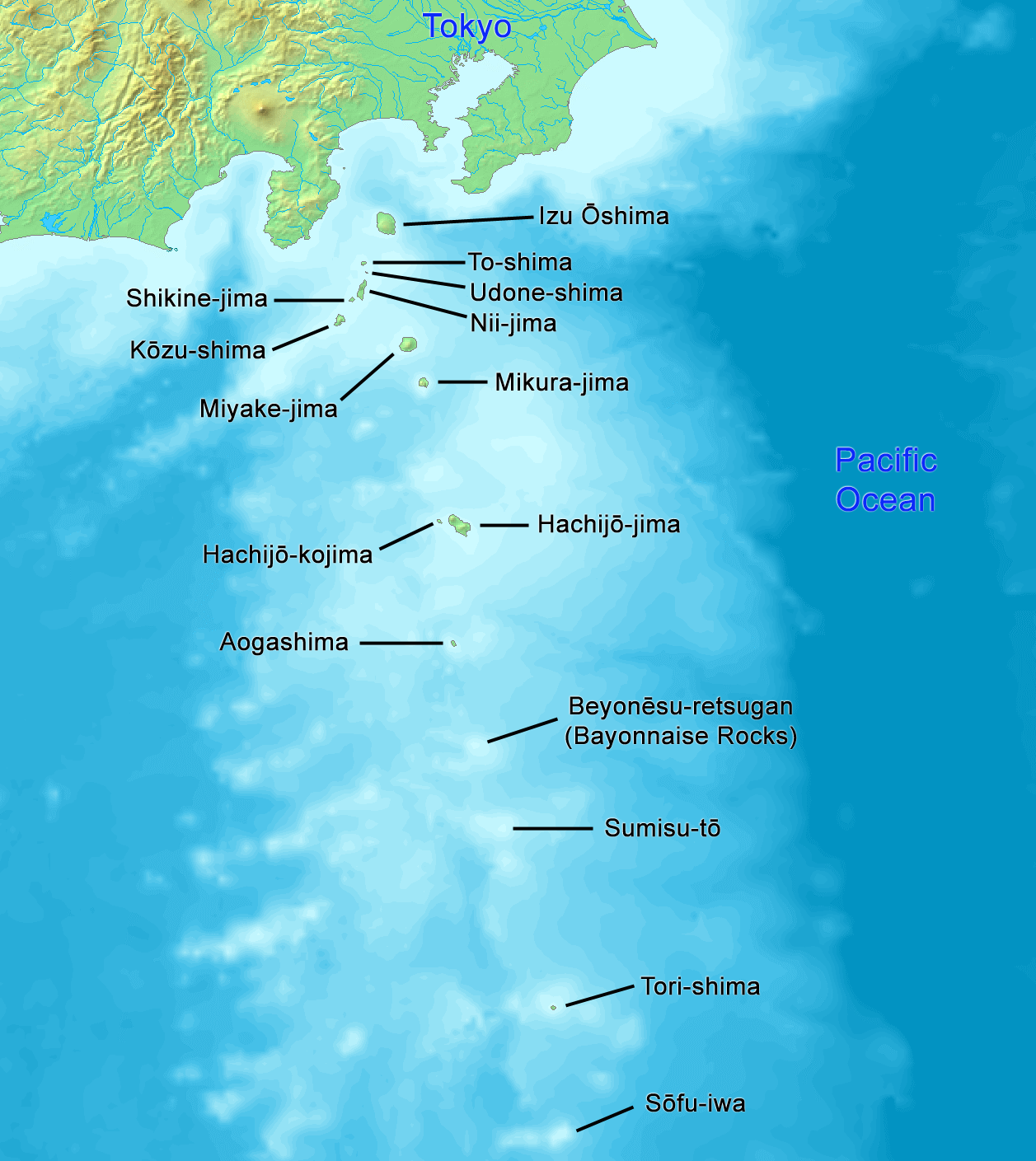
Quần đảo Izu được chú thích màu đen

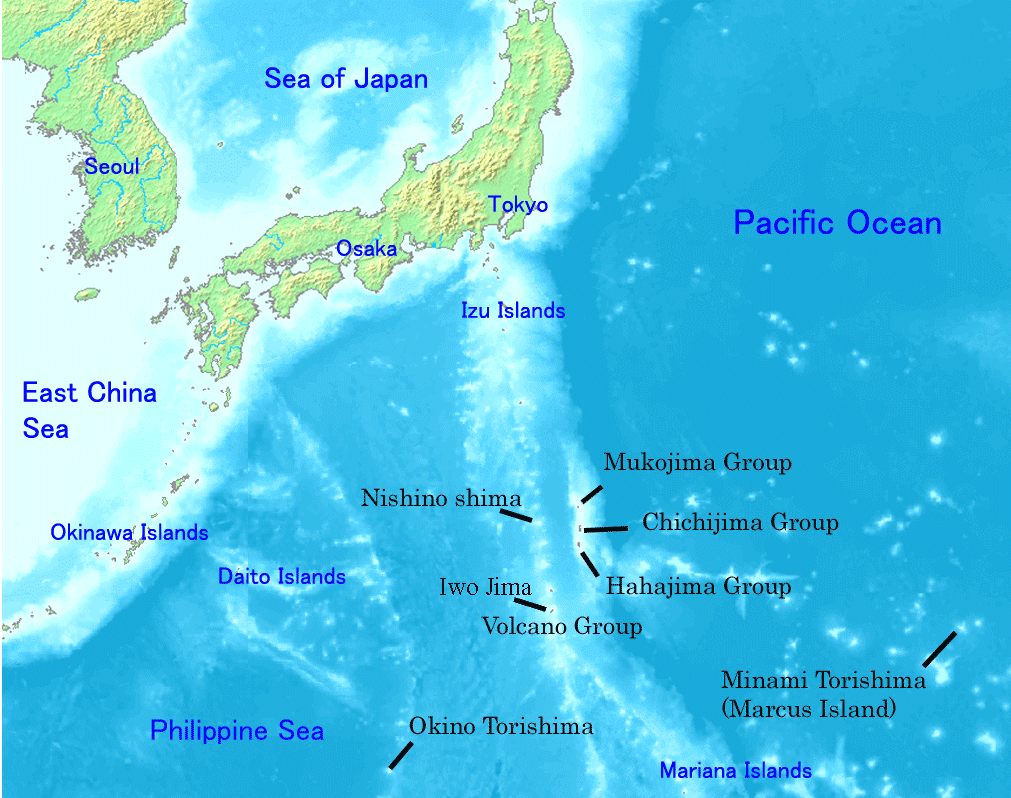
Quần đảo Ogasawara Islands được chú thích màu đen

Những hòn đảo ngoài khơi phía nam của vùng Kanto đều thuộc sự quản lý của Tokyo, mặc dù vị trí địa lý của chúng ở gần các tỉnh khác hơn là Kanagawa, Chiba hay Shizuoka. Vì khoảng cách rất xa của những hòn đảo này đối với trụ sở chính quyền Tokyo ở Shibuya (tới 1850 km) nên những văn phòng chính quyền địa phương quản lý những hòn đảo này.
Quần đảo Izu là một nhóm các đảo núi lửa hình thành nên Công viên Quốc gia Fuji-Hakone-Izu. Những hòn đảo nằm gần Tokyo nhất theo thứ tự gồm: Izu Ōshima, Toshima, Niijima, Shikinejima, Kozushima, Miyakejima, Mikurajima, Hachijojima, và Aogashima. Izu Ōshima và Hachijojima là những thị trấn, những hòn đảo còn lại là thôn, trong đó Niijima và Shikinejima là một thôn.
Quần đảo Ogasawara bao gồm, từ bắc tới nam, Chichi-jima, Nishinoshima, Haha-jima, Kita Iwo Jima, Iwo Jima, và Minami Iwo Jima. Ogasawara cũng quản lý hai đảo nhỏ ngoài khơi: Minami Torishima và Okino Torishima (cách Tokyo 1850 km), hai điểm cực đông và cực nam của lãnh thổ Nhật Bản. Yêu sách của Nhật Bản về một vùng đặc quyền kinh tế (EEZ) xung quanh Okinotorishima đang bị Trung Quốc và Hàn Quốc tranh cãi vì họ coi Okinotorishima là những tảng đá không thể ở được, không thể triển khai EEZ. Hai chuỗi đảo và những hòn đảo ngoài khơi này không có người sinh sống lâu dài mà chỉ là nơi đồn trú của các sĩ quan thuộc Lực lượng Phòng vệ Nhật Bản. Chỉ có hai đảo Chichi-jima và Haha-jima là có người địa phương sinh sống. Hai đảo này hình thành nên cả hai tiểu khu Ogasawara và thôn Ogasawara.

### Vườn quốc gia

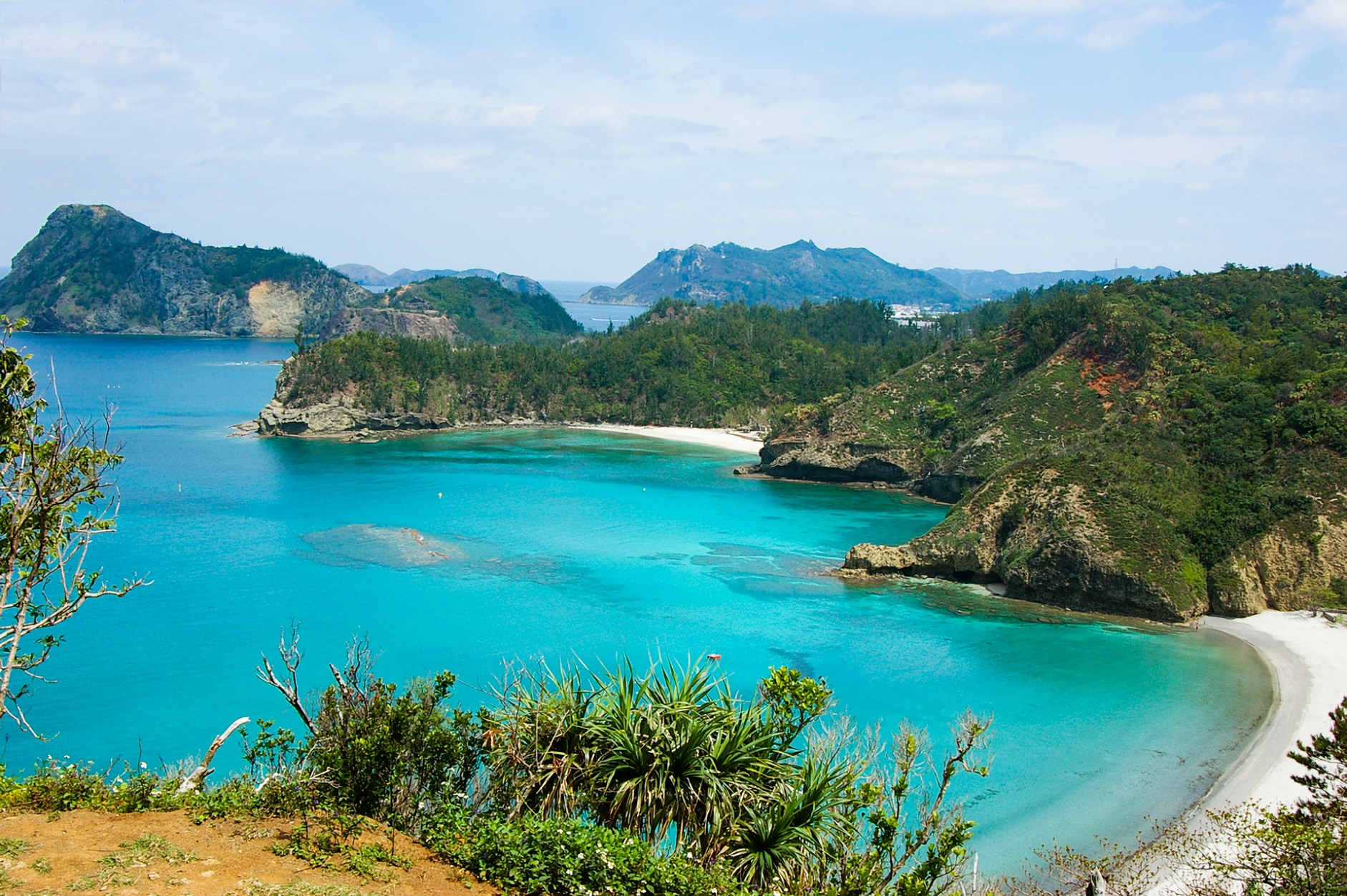
Vườn quốc gia Ogasawara

Có một vài công viên quốc gia thuộc Tokyo bao gồm: 
- Vườn quốc gia Meiji no Mori Takao Quasi
- Vườn quốc gia Ogasawara
- Vườn Ueno

Tính đến ngày 31 tháng 3 năm 2008, 36% tổng diện tích đất của tỉnh được chỉ định là Công viên tự nhiên (chỉ đứng sau tỉnh Shiga), cụ thể là vườn quốc gia Chichibu Tama Kai, vườn quốc gia Fuji-Hakone-Izu và vườn quốc gia Ogasawara (là Di sản thế giới của UNESCO); Công viên quốc gia Meiji no Mori Takao; và Akikawa Kyūryō, Hamura Kusabana Kyūryō, Sayama, Takao Jinba, Takiyama và Tama Kyūryō Công viên tự nhiên tỉnh.
Một số bảo tàng được đặt tại Công viên Ueno: Bảo tàng Quốc gia Tokyo, Bảo tàng Khoa học và Tự nhiên Quốc gia, Bảo tàng Shitamachi và Bảo tàng Nghệ thuật Phương Tây, trong số những người khác. Ngoài ra còn có các tác phẩm nghệ thuật và tượng tại một số nơi trong công viên. Ngoài ra còn có một sở thú trong công viên, và công viên là một điểm đến phổ biến để ngắm hoa anh đào.

### Địa chấn

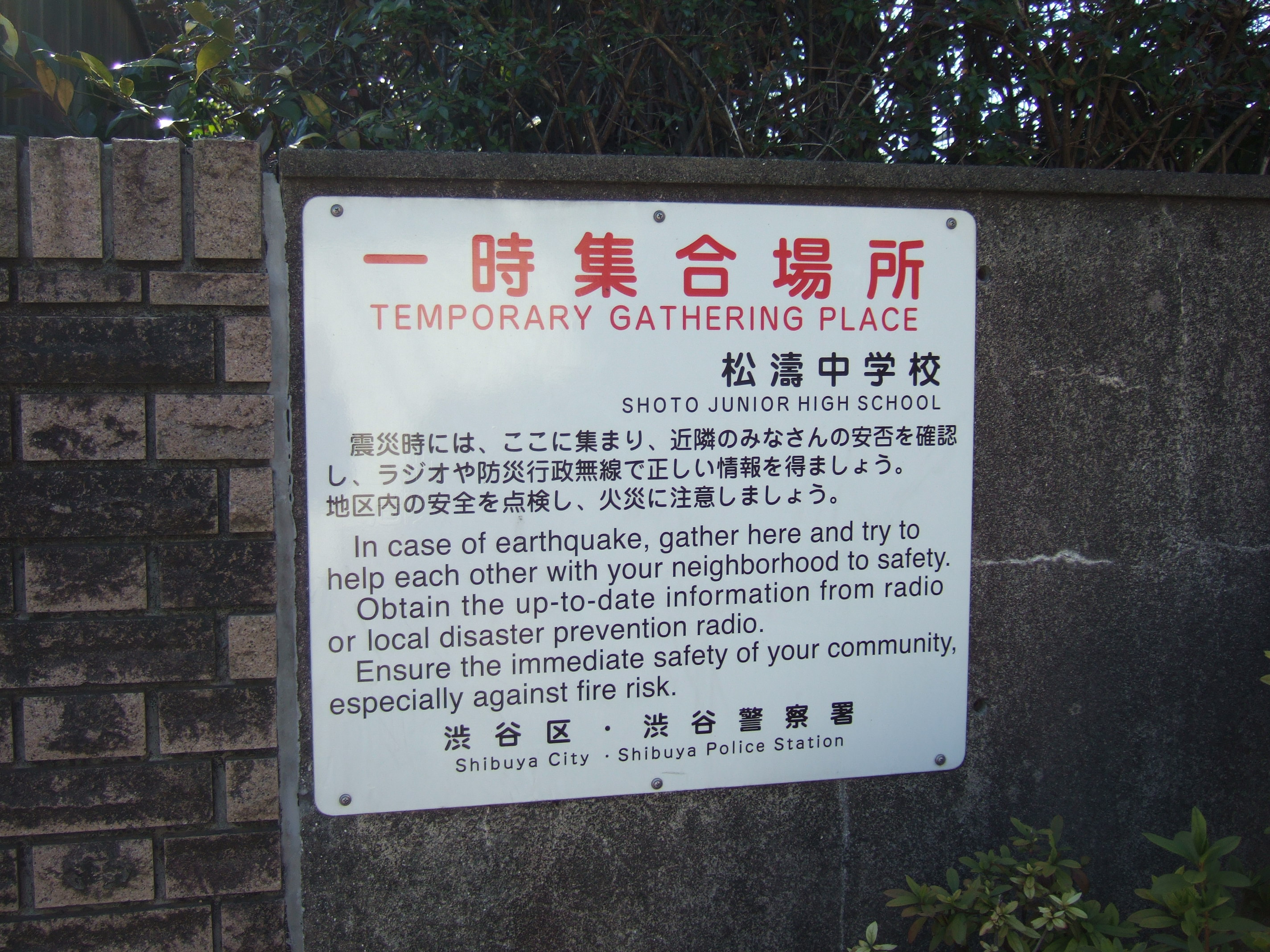
Một ký hiệu song ngữ có hướng dẫn (bằng tiếng Nhật và tiếng Anh) trong trường hợp xảy ra động đất (Shibuya)

#### Những dư chấn nhỏ
Tokyo nằm gần ranh giới của ba mảng địa chất, làm cho nó trở thành một khu vực liên tục xảy ra những trận động đất chậm ảnh hưởng đến khu vực đô thị. Trớ trêu thay, những đợt dư chấn nhỏ ít khi xuất hiện trong nội ô Tokyo. Không có gì lạ ở khu vực tàu điện ngầm có hàng trăm trận động đất nhỏ này (cường độ 4-6) có thể cảm nhận được trong một năm, một điều mà cư dân địa phương thường không lo ngại nhưng có thể là nỗi lo lắng không chỉ đối với du khách nước ngoài mà cả người Nhật từ nơi khác mới đến thủ đô. Chúng hiếm khi gây ra nhiều thiệt hại vì chúng quá nhỏ hoặc quá xa do các trận động đất có xu hướng nhảy quanh khu vực. Đặc biệt là các khu vực ngoài khơi và ở mức độ lớn ít hơn Chiba và Ibaraki.

#### Những trận động đất lớn
Tokyo đã bị ảnh hưởng bởi các trận động đất lớn vào năm 1703, 1782, 1812, 1855, 1923 và bị tác động gián tiếp trong năm 2011, 2021. Trận động đất năm 1923, với độ lớn ước tính 8,3 độ Richter, đã giết chết 142.000 người, đó lần cuối cùng khu vực đô thị bị động đất "tấn công" trực tiếp. Trọng tâm động đất năm 2011 là hàng trăm km và không dẫn đến tử vong trực tiếp ở khu vực đô thị (tuy nhiên đã có 8 người chết gián tiếp).

## Dân số

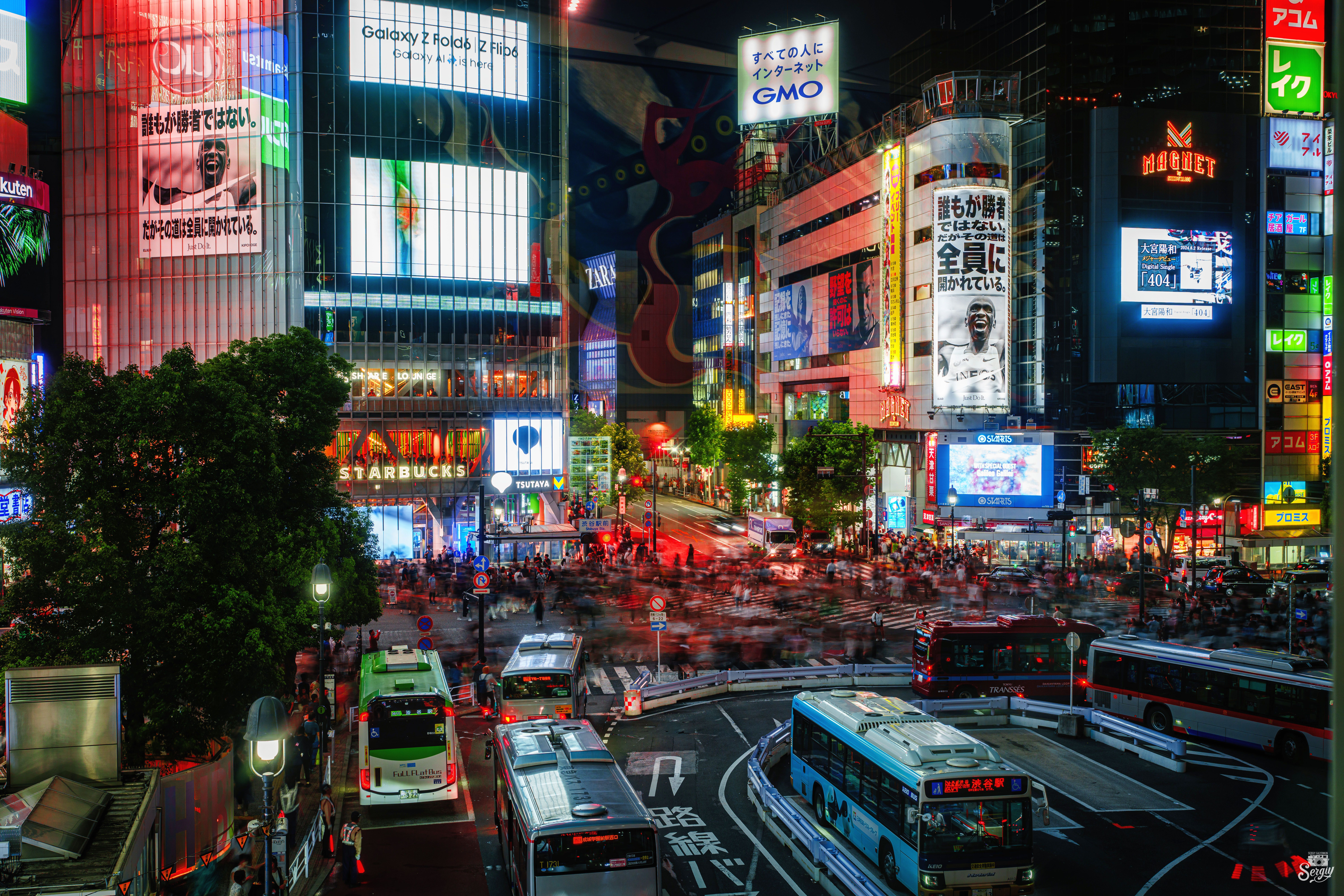
Tokyo vào buổi tối

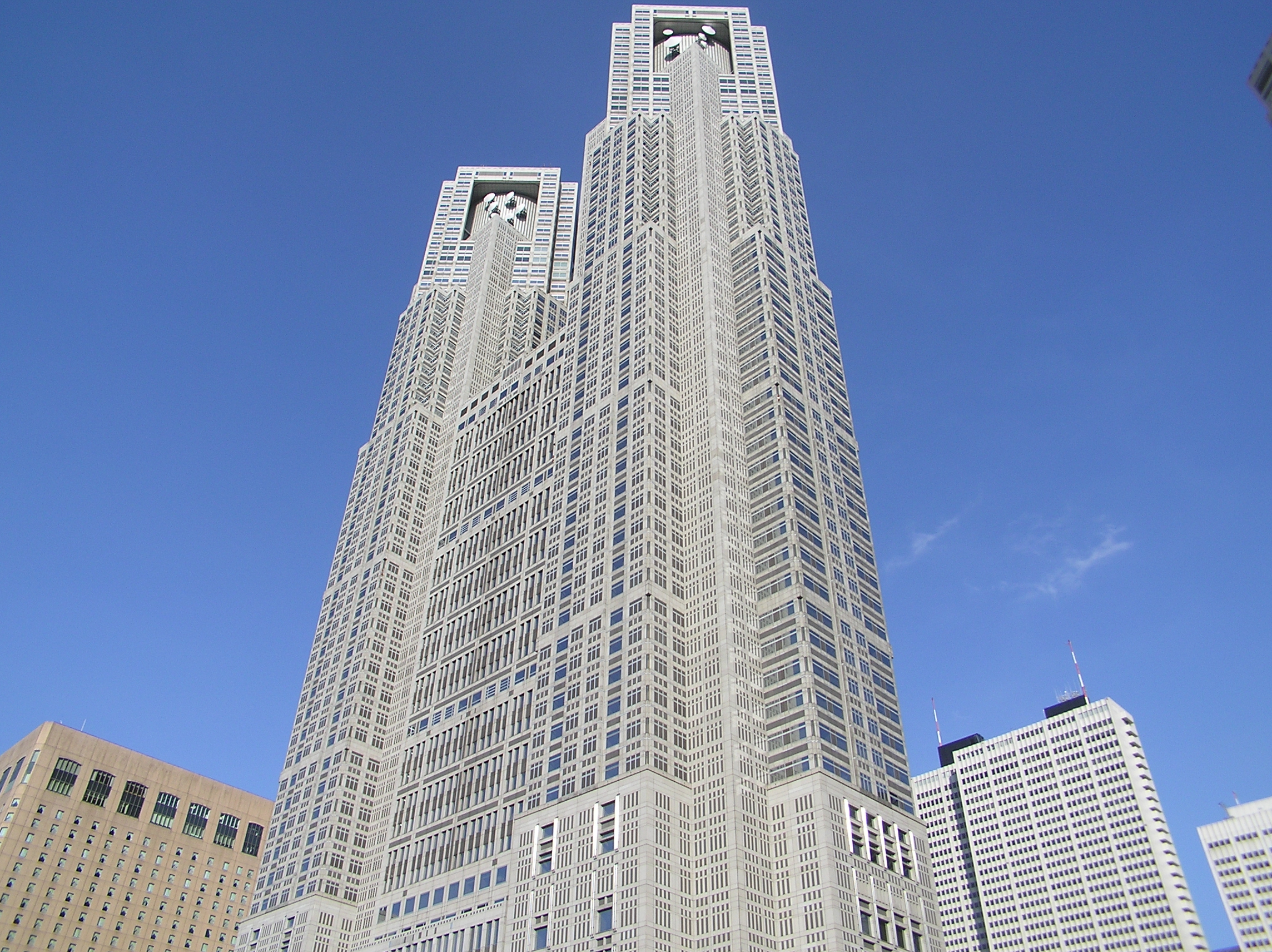
Tòa nhà chính quyền Tōkyō.

Tính đến tháng 10 năm 2012, ước tính có khoảng 13.506 triệu người sống tại Tokyo với 9.214 triệu người sống tại 23 khu đặc biệt. Vào ban ngày, dân số tăng thêm 2.5 triệu người, gồm những người đi làm và học sinh lưu chuyển từ các vùng lân cận vào trung tâm. Tác động này có thể thấy rõ nhất ở 3 khu trung tâm là Chiyoda, Chūō và Minato, những khu có dân số là 326,000 vào ban đêm và 2.4 triệu người vào ban ngày theo điều tra dân số năm 2005. Toàn bộ tỉnh Tokyo có 13,750,000 cư dân vào tháng 10 năm 2007 (8,653,000 trong 23 khu), với số tăng 3 triệu người vào ban ngày. Dân số Tokyo đang tiếp tục tăng do người dân đang có xu hướng quay trở lại sống tại các khu trung tâm khi giá đất ngày càng giảm nhẹ.
Theo một thống kê trong quá khứ năm 1889 cho biết, Bộ Nội vụ ghi nhận 1.375.937 người ở thành phố Tokyo và tổng cộng 1.694.292 người ở Tokyo-fu. Trong cùng năm đó, tổng cộng 779 người nước ngoài được ghi nhận là cư trú tại Tokyo. Quốc tịch phổ biến nhất là người Anh (209 cư dân), tiếp theo là quốc tịch Hoa Kỳ (182) và quốc tịch triều đại nhà Thanh (137).
Tính đến năm 2005, những người có quốc tịch nước ngoài sống tại Tokyo theo điều tra gồm: người Trung Quốc (123,661), người Hàn Quốc (106,697), người Bắc Triều Tiên (62,000), người Phillipin (31,077), người Mỹ (18,848), người Anh (7,696), người Brazil (5,300) và người Pháp (3,000).
| Người nước ngoài thường trú có đăng ký |               |
| Quốc tịch                              | Dân số (2018) |
| Cộng hòa Nhân dân Trung Hoa            | 199,949       |
| Hàn Quốc                               | 90,438        |
| Việt Nam                               | 32,334        |
| Philippines                            | 32,089        |
| Nepal                                  | 26,157        |
| Đài Loan                               | 18,568        |
| Hoa Kỳ                                 | 17,578        |
| Ấn Độ                                  | 11,153        |
| Myanmar                                | 9,719         |
| Thái Lan                               | 7,958         |
| Khác                                   | 75,557        |

| Theo khu vực1 | Tokyo Khu đặc biệt Tama Area Đảo                                      | 12.79 triệu 8.653 triệu 4.109 triệu 28,000                  |
| Theo tuổi2 | Vị thành niên (0–14) Tuổi lao động (15–64) Nghỉ hưu (65+)             | 1.461 triệu (11.8%) 8.546 triệu (69.3%) 2.332 triệu (18.9%) |
| Theo giờ3 | Ban ngày Ban đêm                                                      | 14.978 triệu 12.416 triệu                                   |
| Theo quốc tịch | Cư dân nước ngoài                                                     | 364,6534 (2.9% trong tất cả)                                |
| \| 1 Estimates as of ngày 1 tháng 10 năm 2007. 2 as of ngày 1 tháng 1 năm 2007. \| 3 tính đến năm 2005 National Census. 4 as of ngày 1 tháng 1 năm 2006. \| |                                                                       |                                                             |
| 1 Estimates as of ngày 1 tháng 10 năm 2007. 2 as of ngày 1 tháng 1 năm 2007.                                                                                | 3 tính đến năm 2005 National Census. 4 as of ngày 1 tháng 1 năm 2006. |                                                             |

| 1 Estimates as of ngày 1 tháng 10 năm 2007. 2 as of ngày 1 tháng 1 năm 2007. | 3 tính đến năm 2005 National Census. 4 as of ngày 1 tháng 1 năm 2006. |

## Khí hậu và địa chất
Tokyo mang tính chất khí hậu cận nhiệt đới ẩm, khí hậu ôn đới gió mùa  với 4 mùa rõ rệt: xuân, hạ, thu, đông. Mùa hè nóng ẩm và mùa đông khá rét với những đợt rét mạnh từ áp cao Siberia. Khu vực này, giống như phần lớn Nhật Bản, trải qua độ trễ theo mùa trong một tháng, với tháng ấm nhất là tháng 8, trung bình 26,4 °C (79,5 °F) và tháng mát nhất là tháng 1, trung bình 5,2 °C (41,4 °F). Nhiệt độ thấp kỷ lục là −9,2 °C (15,4 °F) vào ngày 13 tháng 1 năm 1876, trong khi mức cao kỷ lục là 39,5 °C (103,1 °F) vào ngày 20 tháng 7 năm 2004. Kỷ lục nhiệt độ thấp cao nhất là 30,3 °C (86,5 °F) vào ngày 12 tháng 8 năm 2013, khiến Tokyo trở thành một trong bảy địa điểm quan sát tại Nhật Bản có nhiệt độ thấp trên 30 °C (86,0 °F). Lượng mưa hàng năm trung bình gần 1.530 mm (60,2 in), với mùa hè ẩm ướt hơn và mùa đông khô hơn. Lượng tuyết tuy rơi lẻ tẻ nhưng vẫn thường xuyên diễn ra hàng năm. Tháng ẩm nhất kể từ khi các hồ sơ bắt đầu vào năm 1876 là tháng 10 năm 2004, với 780 milimét (30 in) mưa, bao gồm 270,5 mm (10,65 in) vào ngày 9 của tháng đó; trong bốn tháng cuối cùng được ghi nhận quan sát không có mưa là tháng 12 năm 1995. Lượng mưa hàng năm đã dao động từ 879,5 mm (34,63 in) năm 1984 đến 2,229,6 mm (87,78 in) vào năm 1938. Tokyo là một ví dụ điển hình cho loại khí hậu cận nhiệt, đô thị đảo, dân số đông góp một phần quan trọng đến khí hậu thành phố. Tokyo được xem là "một ví dụ thuyết phục cho mối quan hệ giữa sự tăng trưởng đô thị và khí hậu". Tokyo cũng thường có bão hàng năm, nhưng phần lớn là bão yếu.
Khí hậu ngoài khơi của Tokyo thay đổi đáng kể so với thành phố. Khí hậu của Chichi-jima ở làng Ogasawara nằm trên ranh giới giữa khí hậu nhiệt đới savanna (phân loại Köppen Aw) và khí hậu cận nhiệt đới ẩm (phân loại Köppen Cfa). Nó nằm cách khu vực đại đô thị Tokyo khoảng 1.000 km về phía nam dẫn đến các điều kiện khí hậu khác nhau.
Lãnh thổ cực đông của Tokyo, đảo Minamitorishima ở làng Ogasawara, nằm trong vùng khí hậu nhiệt đới savanna (phân loại Köppen Aw). Các đảo Izu và Ogasawara của Tokyo bị ảnh hưởng bởi trung bình 5,4 cơn bão mỗi năm, so với 3,1 ở lục địa Kantō.
| Dữ liệu khí hậu của Tokyo (Ōtemachi, Chiyoda ward, 1981–2010) | Dữ liệu khí hậu của Tokyo (Ōtemachi, Chiyoda ward, 1981–2010) | Dữ liệu khí hậu của Tokyo (Ōtemachi, Chiyoda ward, 1981–2010) | Dữ liệu khí hậu của Tokyo (Ōtemachi, Chiyoda ward, 1981–2010) | Dữ liệu khí hậu của Tokyo (Ōtemachi, Chiyoda ward, 1981–2010) | Dữ liệu khí hậu của Tokyo (Ōtemachi, Chiyoda ward, 1981–2010) | Dữ liệu khí hậu của Tokyo (Ōtemachi, Chiyoda ward, 1981–2010) | Dữ liệu khí hậu của Tokyo (Ōtemachi, Chiyoda ward, 1981–2010) | Dữ liệu khí hậu của Tokyo (Ōtemachi, Chiyoda ward, 1981–2010) | Dữ liệu khí hậu của Tokyo (Ōtemachi, Chiyoda ward, 1981–2010) | Dữ liệu khí hậu của Tokyo (Ōtemachi, Chiyoda ward, 1981–2010) | Dữ liệu khí hậu của Tokyo (Ōtemachi, Chiyoda ward, 1981–2010) | Dữ liệu khí hậu của Tokyo (Ōtemachi, Chiyoda ward, 1981–2010) | Dữ liệu khí hậu của Tokyo (Ōtemachi, Chiyoda ward, 1981–2010) |
| Tháng                                                         | 1                                                             | 2                                                             | 3                                                             | 4                                                             | 5                                                             | 6                                                             | 7                                                             | 8                                                             | 9                                                             | 10                                                            | 11                                                            | 12                                                            | Năm                                                           |
| ------------------------------------------------------------- | ------------------------------------------------------------- | ------------------------------------------------------------- | ------------------------------------------------------------- | ------------------------------------------------------------- | ------------------------------------------------------------- | ------------------------------------------------------------- | ------------------------------------------------------------- | ------------------------------------------------------------- | ------------------------------------------------------------- | ------------------------------------------------------------- | ------------------------------------------------------------- | ------------------------------------------------------------- | ------------------------------------------------------------- |
| Cao kỉ lục °C (°F)                                            | 22.6 (72.7)                                                   | 24.9 (76.8)                                                   | 25.3 (77.5)                                                   | 29.2 (84.6)                                                   | 31.9 (89.4)                                                   | 36.2 (97.2)                                                   | 39.5 (103.1)                                                  | 39.1 (102.4)                                                  | 38.1 (100.6)                                                  | 32.6 (90.7)                                                   | 27.3 (81.1)                                                   | 24.8 (76.6)                                                   | 39.5 (103.1)                                                  |
| Trung bình ngày tối đa °C (°F)                                | 9.6 (49.3)                                                    | 10.4 (50.7)                                                   | 13.6 (56.5)                                                   | 19.0 (66.2)                                                   | 22.9 (73.2)                                                   | 25.5 (77.9)                                                   | 29.2 (84.6)                                                   | 30.8 (87.4)                                                   | 26.9 (80.4)                                                   | 21.5 (70.7)                                                   | 16.3 (61.3)                                                   | 11.9 (53.4)                                                   | 20.0 (68.0)                                                   |
| Trung bình ngày °C (°F)                                       | 5.2 (41.4)                                                    | 5.7 (42.3)                                                    | 8.7 (47.7)                                                    | 13.9 (57.0)                                                   | 18.2 (64.8)                                                   | 21.4 (70.5)                                                   | 25.0 (77.0)                                                   | 26.4 (79.5)                                                   | 22.8 (73.0)                                                   | 17.5 (63.5)                                                   | 12.1 (53.8)                                                   | 7.6 (45.7)                                                    | 16.3 (61.3)                                                   |
| Tối thiểu trung bình ngày °C (°F)                             | 0.9 (33.6)                                                    | 1.7 (35.1)                                                    | 4.4 (39.9)                                                    | 9.4 (48.9)                                                    | 14.0 (57.2)                                                   | 18.0 (64.4)                                                   | 21.8 (71.2)                                                   | 23.0 (73.4)                                                   | 19.7 (67.5)                                                   | 14.2 (57.6)                                                   | 8.3 (46.9)                                                    | 3.5 (38.3)                                                    | 13.0 (55.4)                                                   |
| Thấp kỉ lục °C (°F)                                           | −9.2 (15.4)                                                   | −7.9 (17.8)                                                   | −5.6 (21.9)                                                   | −3.1 (26.4)                                                   | 2.2 (36.0)                                                    | 8.5 (47.3)                                                    | 13.0 (55.4)                                                   | 15.4 (59.7)                                                   | 10.5 (50.9)                                                   | −0.5 (31.1)                                                   | −3.1 (26.4)                                                   | −6.8 (19.8)                                                   | −9.3 (15.3)                                                   |
| Lượng Giáng thủy trung bình mm (inches)                       | 52.3 (2.06)                                                   | 56.1 (2.21)                                                   | 117.5 (4.63)                                                  | 124.5 (4.90)                                                  | 137.8 (5.43)                                                  | 167.7 (6.60)                                                  | 153.5 (6.04)                                                  | 168.2 (6.62)                                                  | 209.9 (8.26)                                                  | 197.8 (7.79)                                                  | 92.5 (3.64)                                                   | 51.0 (2.01)                                                   | 1.528,8 (60.19)                                               |
| Lượng tuyết rơi trung bình cm (inches)                        | 5 (2.0)                                                       | 5 (2.0)                                                       | 1 (0.4)                                                       | 0 (0)                                                         | 0 (0)                                                         | 0 (0)                                                         | 0 (0)                                                         | 0 (0)                                                         | 0 (0)                                                         | 0 (0)                                                         | 0 (0)                                                         | 0 (0)                                                         | 11 (4.3)                                                      |
| Số ngày giáng thủy trung bình (≥ 0.5 mm)                      | 5.3                                                           | 6.2                                                           | 11.0                                                          | 11.0                                                          | 11.4                                                          | 12.7                                                          | 11.8                                                          | 9.0                                                           | 12.2                                                          | 10.8                                                          | 7.6                                                           | 4.9                                                           | 114.0                                                         |
| Số ngày tuyết rơi trung bình                                  | 2.8                                                           | 3.7                                                           | 2.2                                                           | 0.2                                                           | 0.0                                                           | 0.0                                                           | 0.0                                                           | 0.0                                                           | 0.0                                                           | 0.0                                                           | 0.0                                                           | 0.8                                                           | 9.7                                                           |
| Độ ẩm tương đối trung bình (%)                                | 52                                                            | 53                                                            | 56                                                            | 62                                                            | 69                                                            | 75                                                            | 77                                                            | 73                                                            | 75                                                            | 68                                                            | 65                                                            | 56                                                            | 62                                                            |
| Số giờ nắng trung bình tháng                                  | 184.5                                                         | 165.8                                                         | 163.1                                                         | 176.9                                                         | 167.8                                                         | 125.4                                                         | 146.4                                                         | 169.0                                                         | 120.9                                                         | 131.0                                                         | 147.9                                                         | 178.0                                                         | 1.876,7                                                       |
| Nguồn: Japan Meteorological Agency (records 1872–nay)         |                                                               |                                                               |                                                               |                                                               |                                                               |                                                               |                                                               |                                                               |                                                               |                                                               |                                                               |                                                               |                                                               |

## Môi trường
Tokyo đã ban hành một phương pháp để cắt giảm khí thải nhà kính. Thống đốc Shintaro Ishihara đã tạo ra hệ thống giới hạn khí thải đầu tiên của Nhật Bản, nhằm giảm tổng lượng phát thải khí nhà kính tới 25% vào năm 2020 từ mức 2000. Tokyo là một ví dụ về đảo nhiệt đô thị và hiện tượng này đặc biệt nghiêm trọng tại các khu đặc biệt của nó. Theo Chính quyền thành phố Tokyo, nhiệt độ trung bình hàng năm đã tăng khoảng 3 °C (5,4 °F) trong 100 năm qua. Tokyo đã được trích dẫn là một "ví dụ thuyết phục về mối quan hệ giữa tăng trưởng đô thị và khí hậu."
Năm 2006, Tokyo đã ban hành "Dự án 10 năm cho Tokyo xanh" sẽ được hiện thực hóa vào năm 2016. Nó đặt mục tiêu tăng cây xanh ven đường ở Tokyo lên 1 triệu (từ 480.000) và thêm 1.000 ha không gian xanh 88 trong số đó sẽ là một công viên mới tên là "Umi no Mori" (rừng biển) sẽ nằm trên một hòn đảo khai hoang ở vịnh Tokyo, nơi từng là bãi rác. Từ năm 2007 đến 2010, 436 ha trong số 1.000 ha không gian xanh đã được quy hoạch đã được tạo ra và 220.000 cây được trồng với tổng số 700.000. Trong năm 2014, cây xanh bên đường ở Tokyo đã tăng lên 950.000 và thêm 300 ha không gian xanh đã được thêm vào.

## Kinh tế

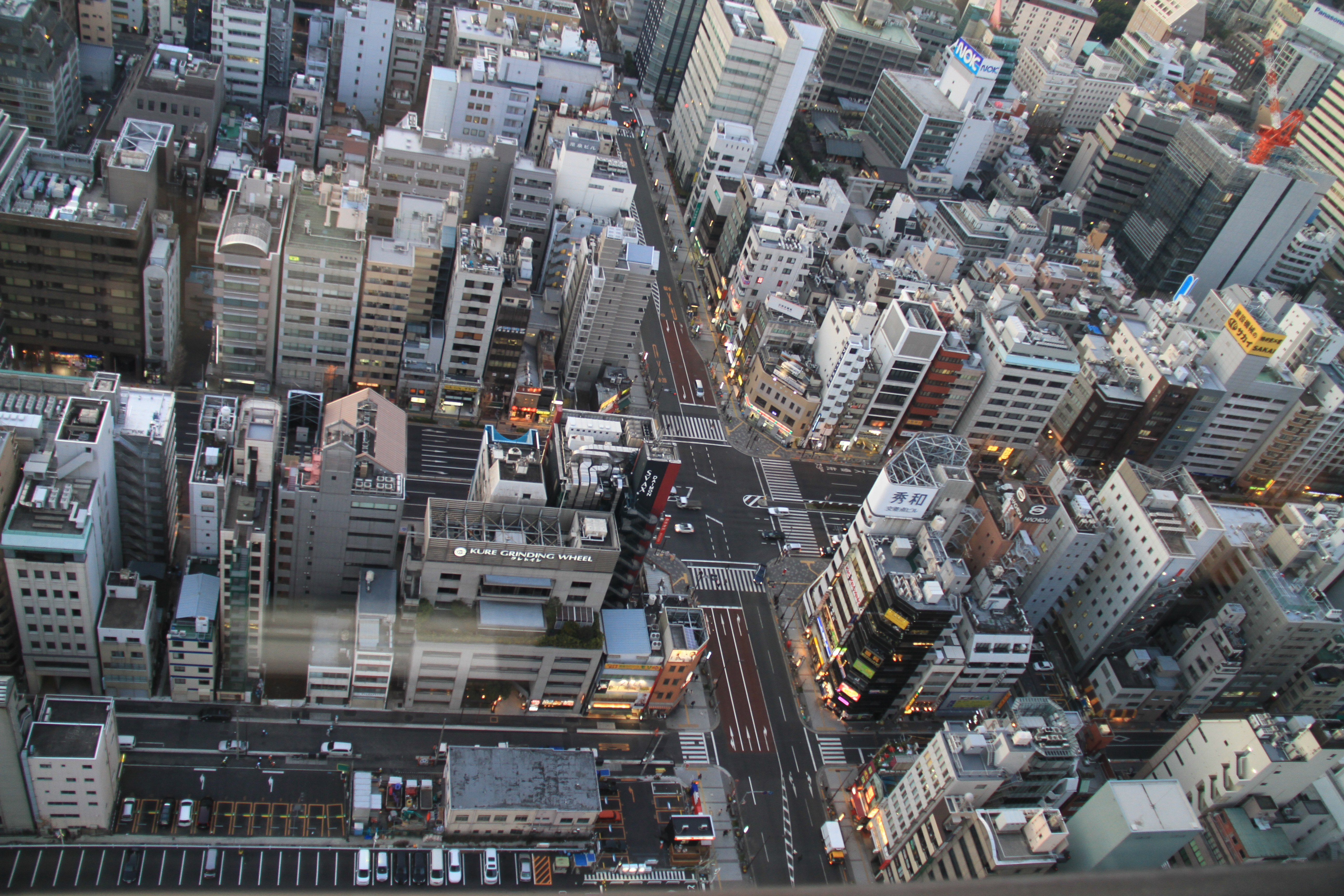
Đường Hamamatsucho

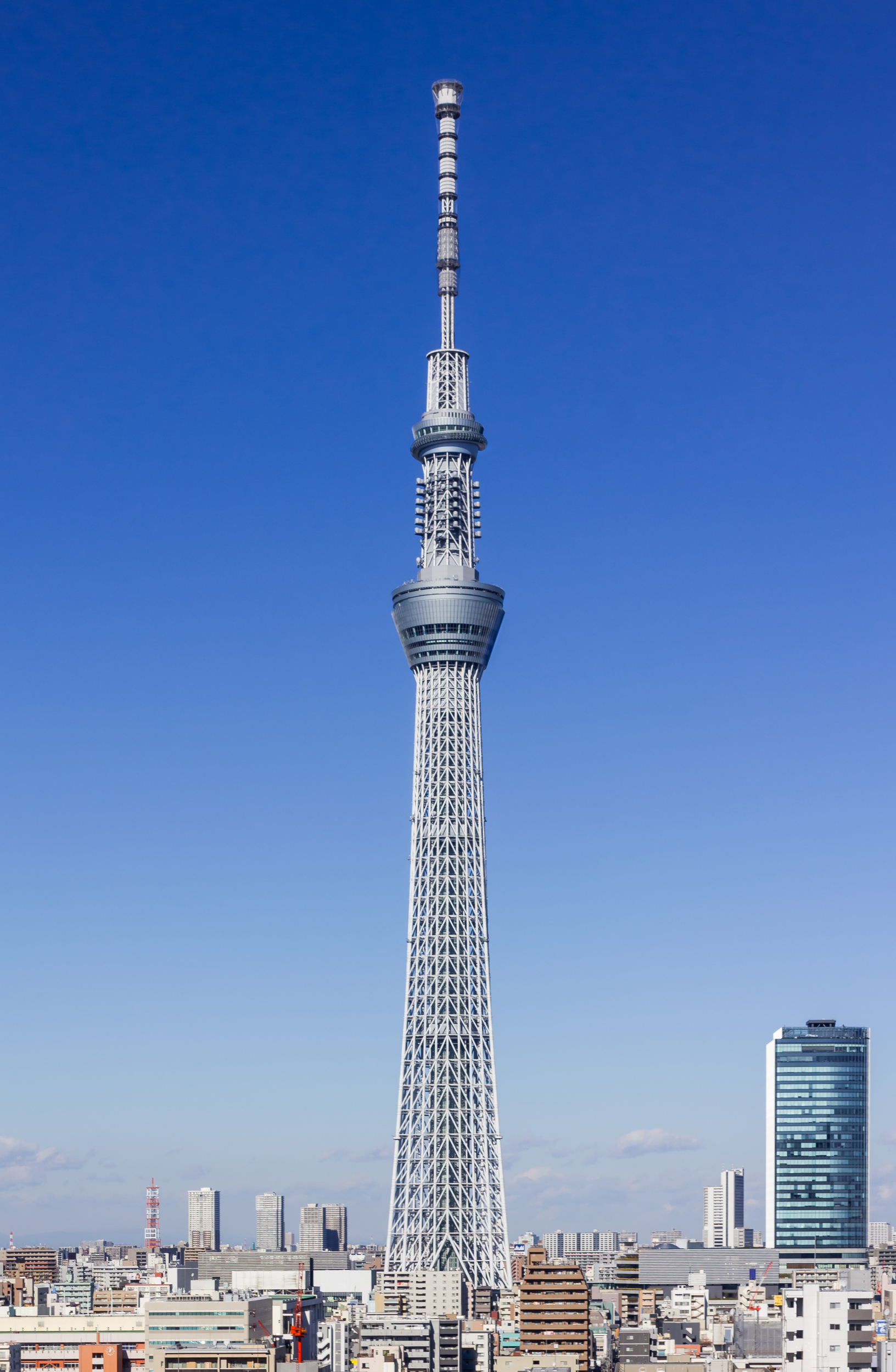
Tokyo Skytree, tháp cao nhì thế giới

Không chỉ là trung tâm hành chính của Nhật Bản mà Tokyo còn là trung tâm kinh tế của thế giới. Là một trong 3 trung tâm kinh tế toàn cầu cùng với New York và Luân Đôn, theo điều tra của PricewaterhouseCoopers, khu đại đô thị Tokyo bao gồm cả Yokohama (38 triệu người) có tổng GDP theo sức mua tương đương là 2000 tỷ USD năm 2012, biến nó trở thành vùng đô thị có GDP lớn nhất toàn cầu. Tính đến năm 2008, có 47 công ty trong danh sách Global 500 có trụ sở đặt tại Tokyo, gấp đôi so với Paris.
Tokyo là trung tâm tài chính quốc tế, là nơi đặt trụ sở chính của một vài ngân hàng đầu tư và công ty bảo hiểm lớn nhất thế giới, đóng vai trò đầu mối của Nhật về giao thông, công nghiệp xuất bản và phát thanh truyền hình. Trong phát triển mang tính tập trung của nền kinh tế Nhật Bản theo sau cuộc Chiến tranh thế giới lần thứ hai, nhiều công ty lớn di chuyển tổng hành dinh của họ từ các thành phố như Osaka (thủ đô thương mại lịch sử của Nhật) đến Tokyo, trong cố gắng lợi dụng sự thâm nhập dễ dàng hơn vào hệ thống nhà nước. Xu hướng này đã bắt đầu chậm dần đi do sự bùng nổ dân số ở Tokyo và mức sống đắt đỏ ở đó.
Tokyo được xếp hạng bởi Economist Intelligence Unit là thành phố đắt đỏ nhất trên thế giới (giá sinh hoạt cao nhất) trong 14 năm liền cho đến 2006. Chú ý rằng điều này chỉ đúng cho mức sống của một thương gia người phương Tây. Nhiều người Nhật vẫn sống được qua ngày một cách tiết kiệm ở Tokyo, do tỉ lệ tiết kiệm quốc gia cao.

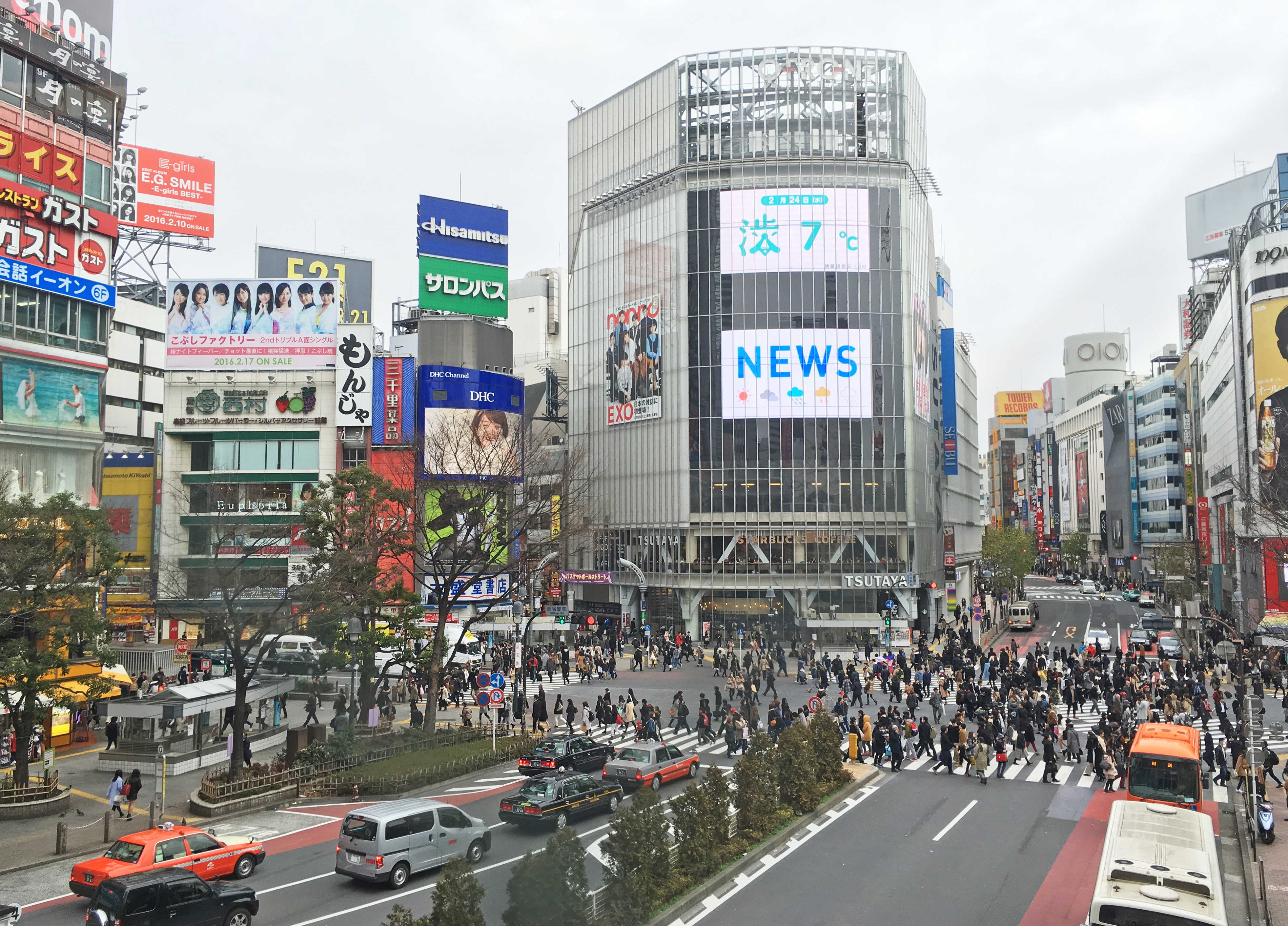
Shibuya thu hút nhiều khách du lịch.

Tokyo nổi lên như một trung tâm tài chính quốc tế hàng đầu (IFC) vào những năm 1960 và được mô tả là một trong ba "trung tâm chỉ huy" cho nền kinh tế toàn cầu, cùng với 2 thành phố New York và London. Trong Chỉ số Trung tâm Tài chính Toàn cầu 2017, Tokyo được xếp hạng là trung tâm tài chính cạnh tranh thứ năm trên thế giới (bên cạnh các thành phố như London, Thành phố New York, San Francisco, Chicago, Sydney, Boston và Toronto trong top 10), và cạnh tranh thứ ba ở châu Á (sau Singapore và Hồng Kông). Thị trường tài chính Nhật Bản mở cửa chậm chạp vào năm 1984 và đẩy nhanh quá trình quốc tế hóa với "Vụ nổ lớn Nhật Bản" năm 1998. Bất chấp sự xuất hiện của Singapore và Hồng Kông như các trung tâm tài chính cạnh tranh, Tokyo IFC vẫn giữ được vị trí nổi bật ở châu Á. Thị trường chứng khoán Tokyo lớn thứ nhì trên thế giới tính theo trị giá thị trường của các cổ phiếu được niêm yết, với hơn 4.000 tỷ USD. Chỉ có Thị trường chứng khoán New York là lớn hơn. Tuy nhiên, tầm vóc của nó đã giảm đi đáng kể từ sau vụ bong bóng của thị trường địa ốc đạt cực đỉnh đầu những năm 1990, khi nó chiếm trên 60 phần trăm của toàn bộ trị giá chứng khoán trên thế giới.

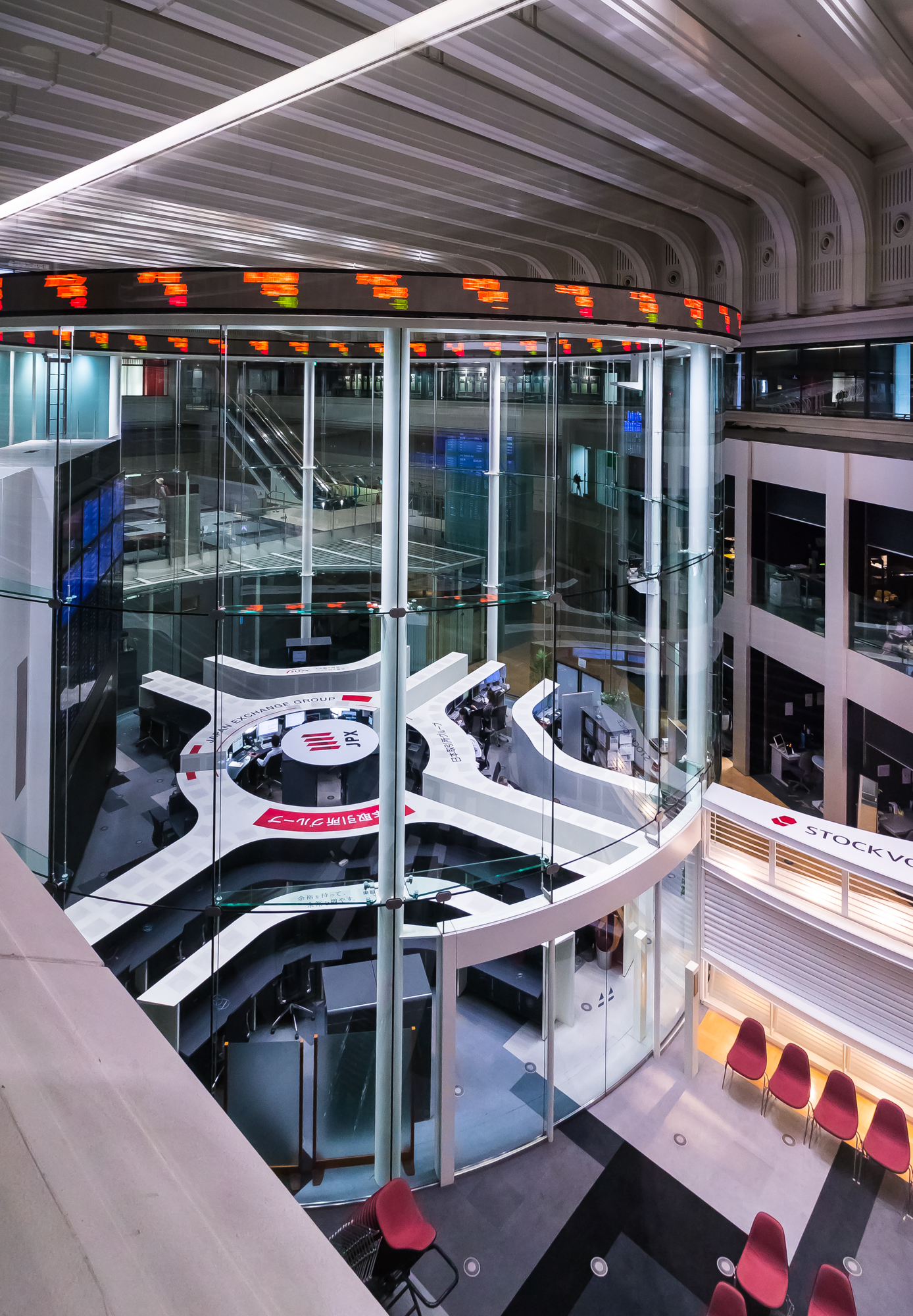
Sở giao dịch chứng khoán Tōkyō

Tính đến năm 2003, theo Bộ Nông nghiệp, Lâm nghiệp và Thủy sản, Tokyo có 8,460 ha đất nông nghiệp, là tỉnh có tỉ lệ đất nông nghiệp thấp nhất cả nước. Đất nông nghiệp tập trung chủ yếu ở tây Tokyo. Những mặt hàng dễ thối hỏng như rau, hoa quả và hoa có thể dễ dàng chuyển tới những khu chợ ở phía đông tỉnh. Rau bina Nhật Bản và rau bina là những loại rau quan trọng nhất, đến năm 2000, Tokyo cung cấp 32.5% lượng rau bina Nhật Bản được bán tại các chợ trung tâm.
Với 36% diện tích được bao phủ bởi rừng, Tokyo là nơi phát triển dày đặc của cây liễu sam và cây bách Nhật, đặc biệt là những vùng nhiều núi như Akiruno, Ōme, Okutama, Hachiōji, Hinode, and Hinohara. Với việc giảm giá gỗ nguyên liệu, tăng giá thành sản xuất cộng thêm việc phát triển rừng đã làm sụt giảm sản lượng gỗ ở Tokyo. Ngoài ra, phấn hoa, đặc biệt là từ cryptomeria, là một chất gây dị ứng chính cho các trung tâm dân số gần đó. Vịnh Tokyo đã từng là một nguồn cá chính. Hầu hết sản xuất cá của Tokyo đến từ các hòn đảo ngoài khơi, chẳng hạn như Izu Ōshima và Hachijōjima. Cá ngừ vằn, nori và aji là một trong những mặt hàng thủy sản chính.
Du lịch ở Tokyo cũng là một đóng góp cho nền kinh tế. Năm 2006, 4,81 một triệu người nước ngoài và 420 triệu chuyến thăm Nhật Bản đến Tokyo đã được thực hiện; giá trị kinh tế của những chuyến thăm này lên tới 9,4 nghìn tỷ yên theo Chính quyền thành phố Tokyo. Nhiều khách du lịch đến thăm các trung tâm thành phố, cửa hàng và khu giải trí khác nhau trên khắp các khu phố của các phường đặc biệt của Tokyo; đặc biệt đối với học sinh trong các chuyến đi theo lớp, chuyến thăm Tháp Tokyo là một điều khó khăn. Các dịch vụ văn hóa bao gồm cả văn hóa pop Nhật Bản có mặt khắp nơi và các quận liên quan như Shibuya và Harajuku, các điểm tham quan văn hóa như trung tâm anime Studio Ghibli, cũng như các bảo tàng như Bảo tàng Quốc gia Tokyo, nơi lưu giữ 37% kho báu tác phẩm nghệ thuật quốc gia của đất nước (87/233).

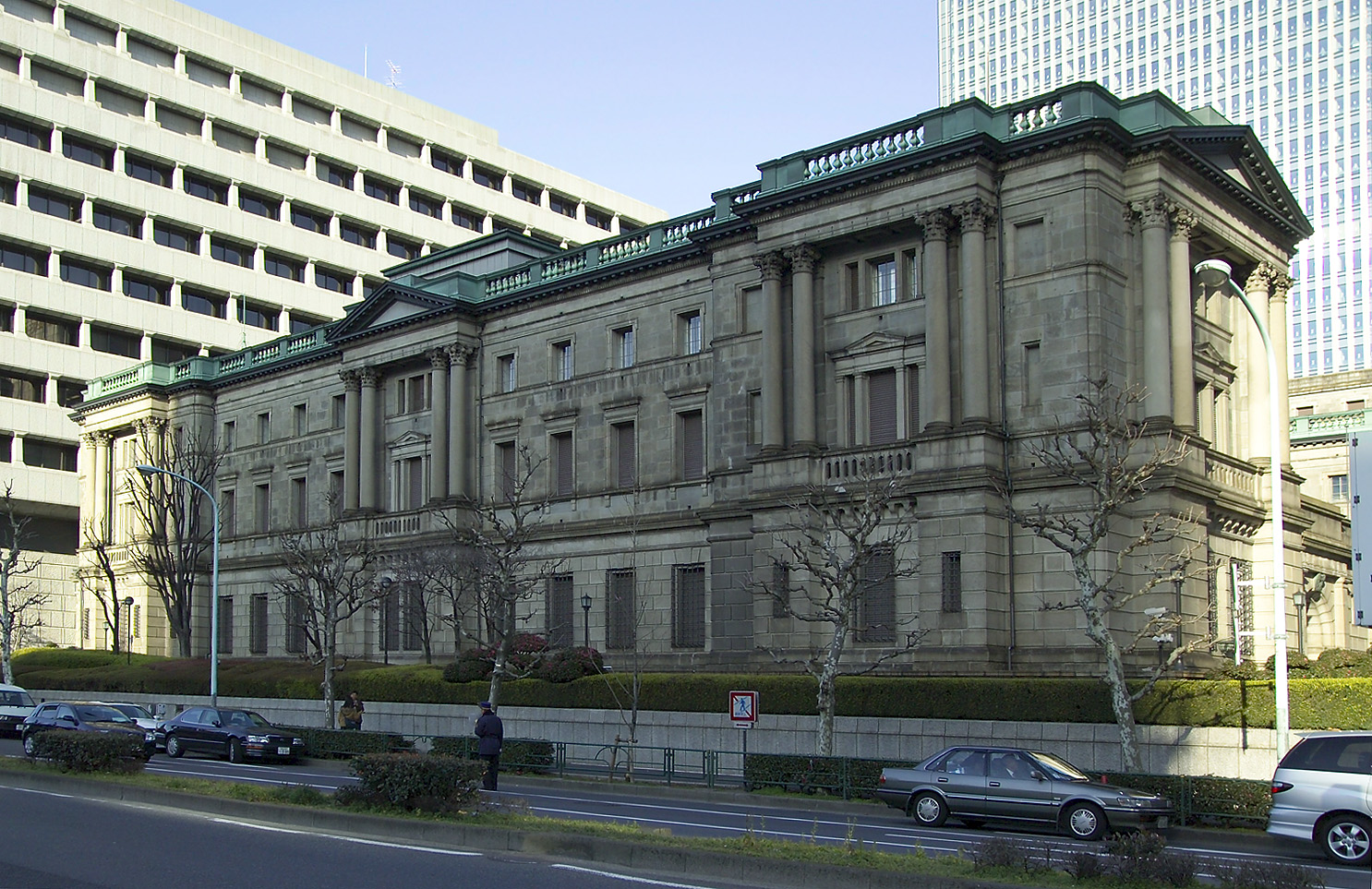
Trụ sở ngân hàng Nhật Bản ở Chūō, Tokyo.

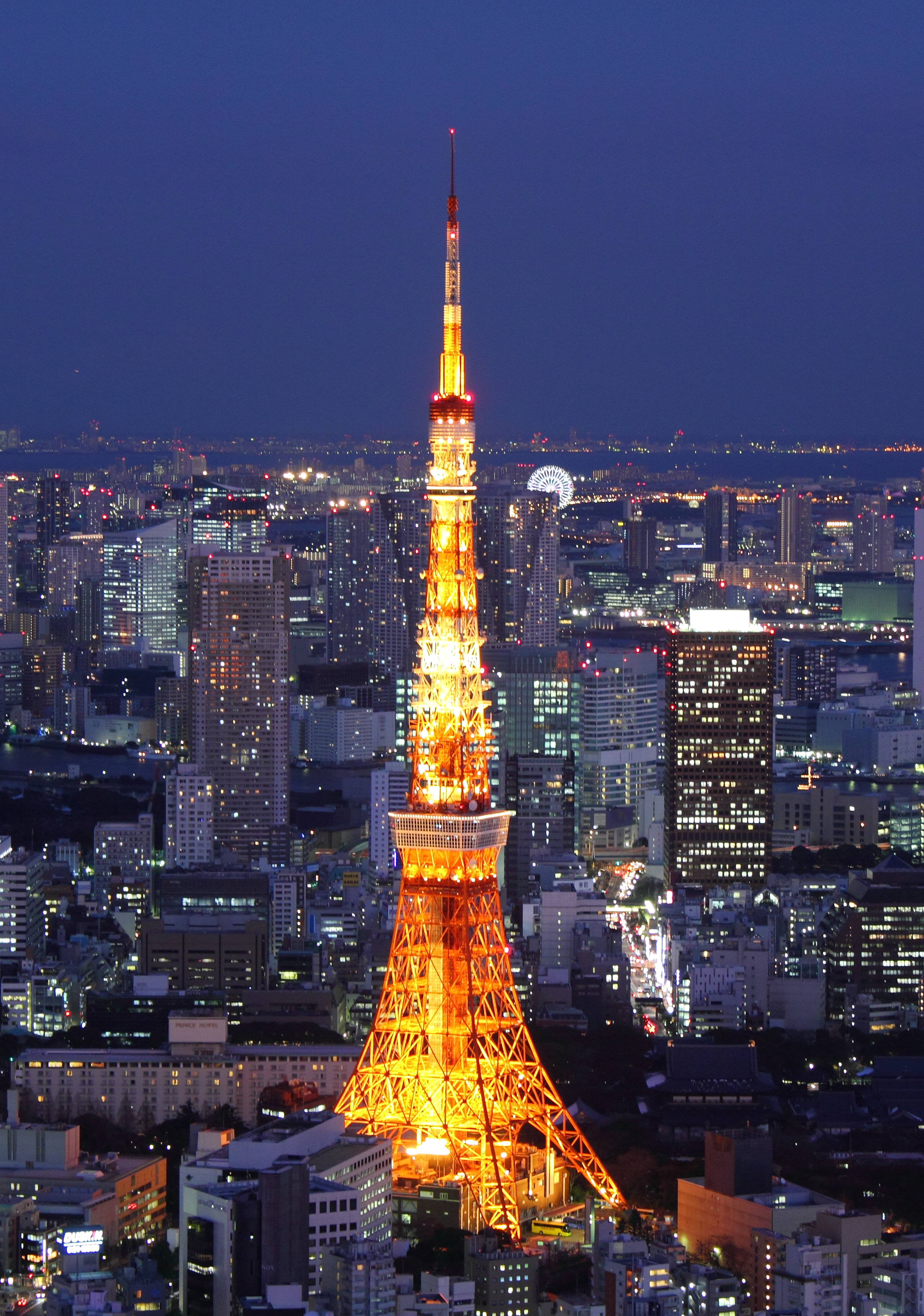
Tháp Tokyo về đêm

Chợ cá Tsukiji ở Tokyo là chợ bán buôn cá và hải sản lớn nhất thế giới, và cũng là một trong những chợ bán buôn thực phẩm lớn nhất dưới mọi hình thức. Chợ Tsukiji giữ vững truyền thống của người tiền nhiệm, chợ cá Nihonbashi, và phục vụ khoảng 50.000 người mua và người bán mỗi ngày. Các nhà bán lẻ, toàn bộ người bán, nhà đấu giá và công dân thường xuyên đi chợ, tạo ra một thế giới hỗn loạn có tổ chức duy nhất vẫn tiếp tục cung cấp cho thành phố và nguồn cung cấp thực phẩm sau hơn bốn thế kỷ. Nó đã chuyển sang Chợ Toyosu mới vào tháng 10 năm 2018.

## Giao thông

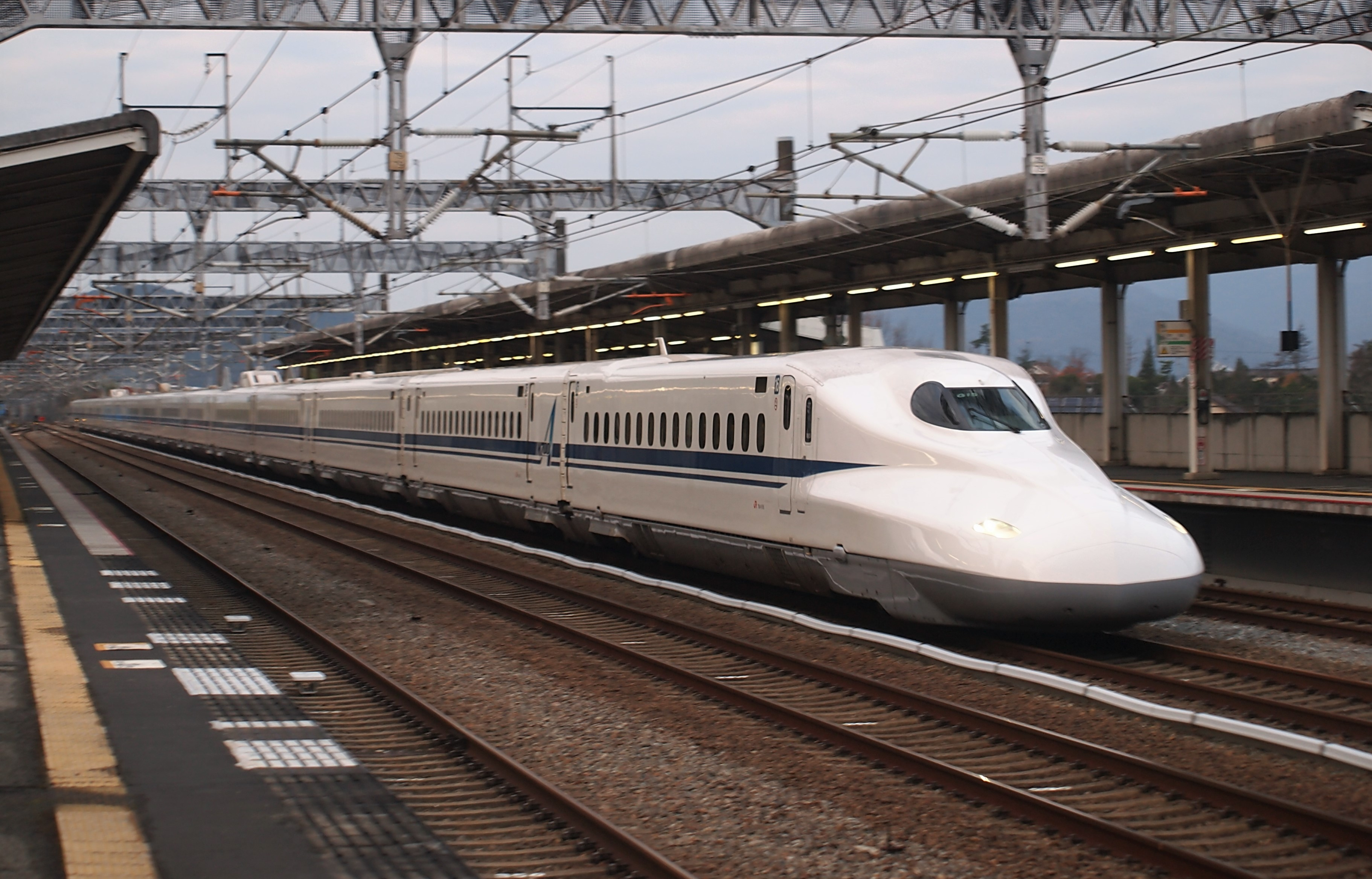
Tàu cao tốc Shinkansen

Tokyo, với vai trò là trung tâm của vùng đại đô thị Tokyo, là trung tâm giao thông nội địa và quốc tế lớn nhất Nhật Bản với hệ thống giao thông đường sắt, đường bộ và đường không phát triển hiện đại. Giao thông công cộng trong Tokyo bao gồm chủ yếu là hệ thống xe lửa và tàu điện ngầm bao quát được quản lý bởi nhiều nhà điều hành . Xe buýt, xe lửa một ray và xe điện cũng đóng vai trò quan trọng trong việc lưu chuyển tại thành phố.

Sân bay Haneda

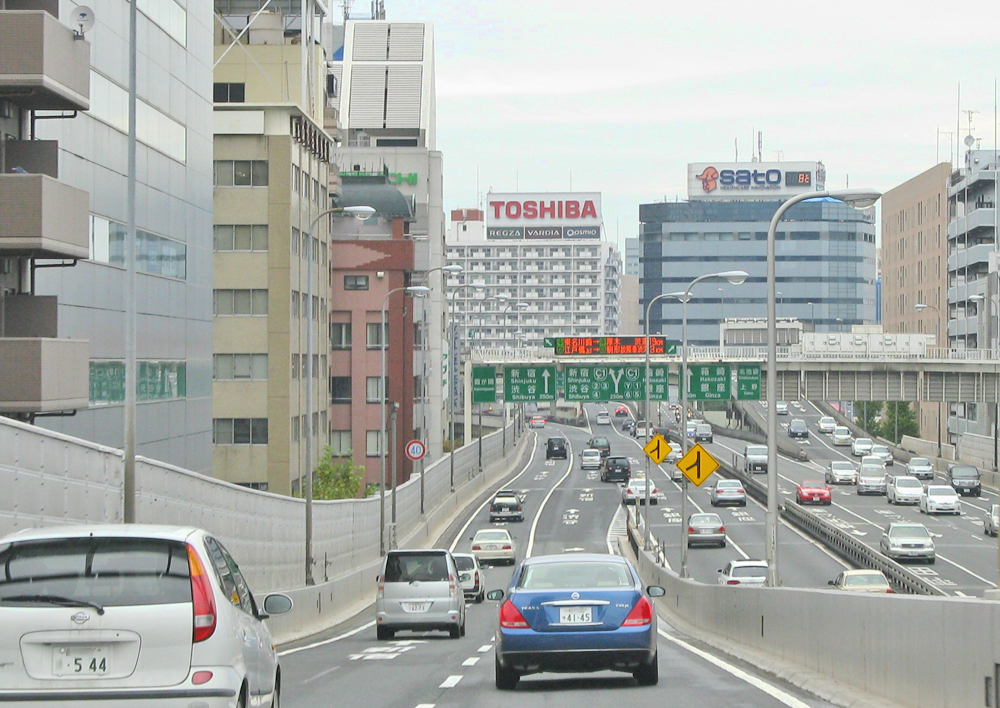
Đường cao tốc Shuto

Do hậu quả của chiến tranh thế giới thứ hai, máy bay Nhật Bản bị cấm bay qua Tokyo. Do đó, Nhật Bản đã xây dựng các sân bay bên ngoài Tokyo. Tại Ōta, một trong 23 khu đặc biệt của Tokyo, sân bay quốc tế Tokyo (Haneda) phục vụ những chuyến bay nội địa. Ngoài Tokyo, sân bay quốc tế Narita nằm ở tỉnh Chiba, là nơi đón khách quốc tế. Hãng hàng không Nhật Bản Japan Airlines, cũng như All Nippon Airways có một chi nhánh tại sân bay này.
Nhiều đảo ở Tokyo cũng có sân bay như Hachijōjima (sân bay Hachijojima), Miyakejima (sân bay Miyakejima) và Izu Ōshima (sân bay Oshima) có những chuyến bay tới các sân bay ở Tokyo và quốc tế.
Đường sắt là loại hình giao thông chủ yếu ở Tokyo, Tokyo có hệ thống đường sắt đô thị lớn nhất thế giới. Công ty đường sắt Đông Nhật Bản điều hành hệ thống đường sắt lớn nhất của Tokyo, bao gồm đường ray Yamanote chạy quanh khu trung tâm thương mại của Tokyo. Hai tổ chức khác điều hành hệ thống tàu điện ngầm gồm: công ty tư nhân Tokyo Metro và Cục giao thông đô thị Tokyo thuộc chính phủ. Những hãng vận tải tư nhân và nhà nước điều hành các tuyến xe buýt, bao gồm các dịch vụ địa phương, vùng và trong nước.
Hệ thống đường cao tốc nối thủ đô tới các điểm khác trong vùng đại Tokyo, vùng Kantō và các đảo Kyūshū và Shikoku. Để xây dựng chúng nhanh chóng trước Thế vận hội Mùa hè 1964, hầu hết được xây dựng trên các con đường hiện có. Những phương tiện giao thông khác bao gồm taxi hoạt động tại các khu đặc biệt, thành phố và thôn. Những bến phà đường dài cũng phục vụ tại các đảo của Tokyo và chuyên chở hành khách và hàng hóa tới các cảng trong nước và quốc tế.

## Giáo dục

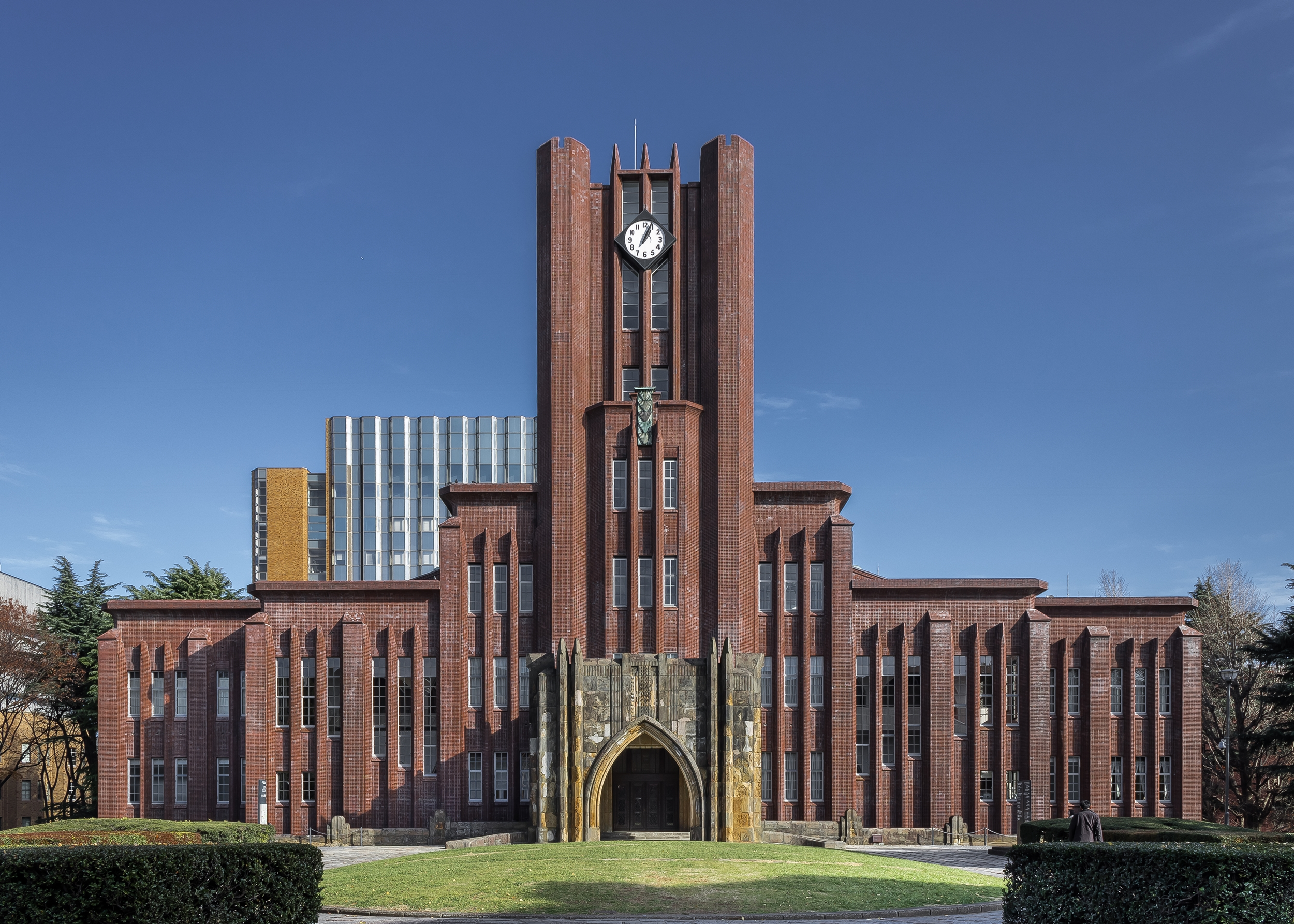
Đại học Tokyo.

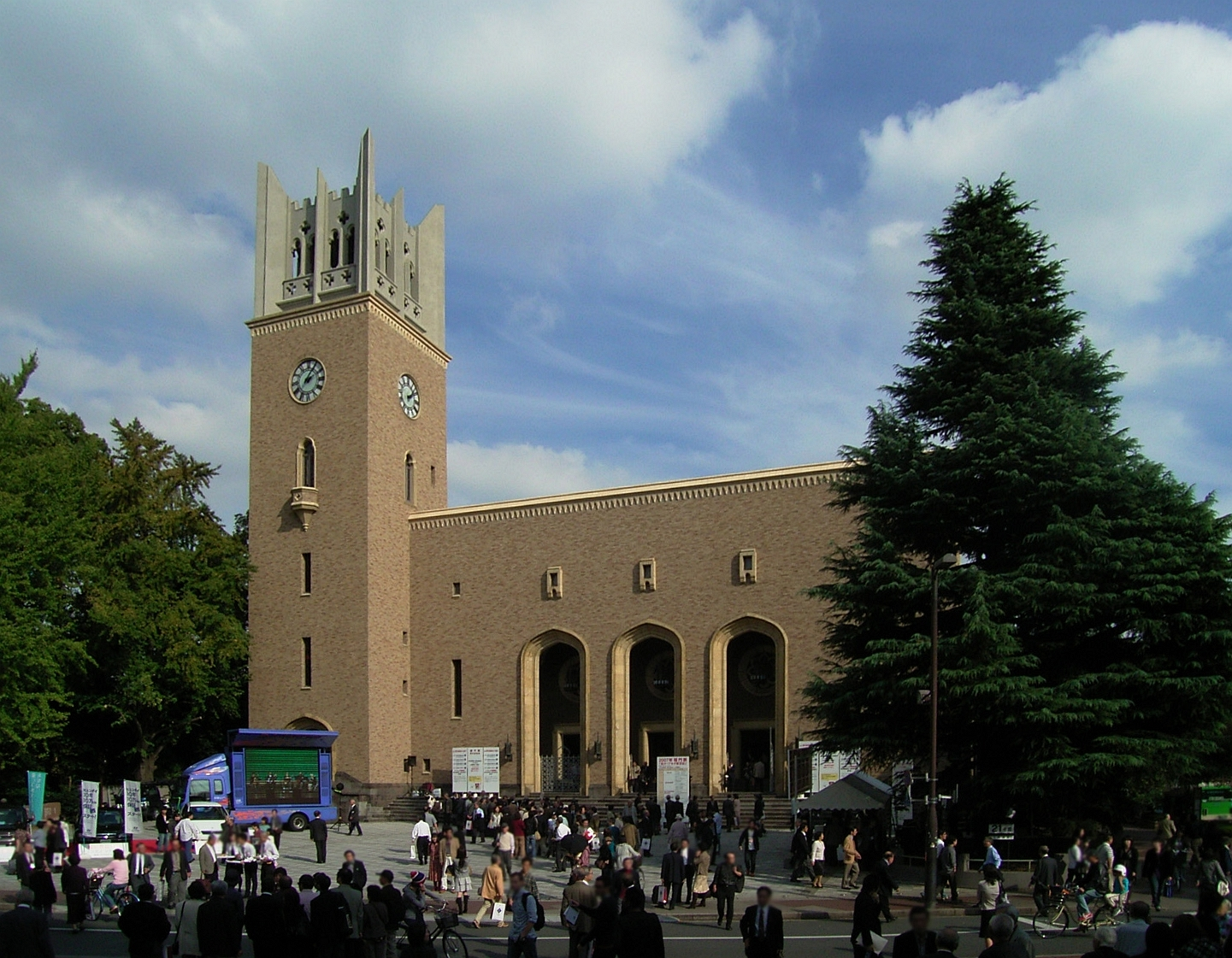
Đại học Waseda

Tokyo có nhiều trường đại học, cao đẳng và các trường dạy nghề. Nhiều trường đại học danh tiếng nhất của Nhật Bản nằm ở Tokyo, bao gồm Đại học Tokyo, Đại học Hitotsubashi, Đại học Công nghệ Tokyo, Đại học Waseda, Đại học Khoa học Tokyo và Đại học Keio. Một số trường đại học quốc gia lớn nhất ở Tokyo là:
- Đại học Hitotsubashi
- Đại học Meiji
- Viện nghiên cứu chính sách quốc gia
- Đại học Ochanomizu
- Đại học Tokyo Gakugei
- Đại học Công nghệ Tokyo
- Đại học Y và Nha khoa Tokyo
- Đại học Nông nghiệp và Công nghệ Tokyo
- Đại học Ngoại ngữ Tokyo
- Đại học Khoa học và Công nghệ biển Tokyo
- Đại học nghệ thuật Tokyo
- Đại học điện tử
- Đại học Tokyo

Chỉ có một trường đại học công lập ngoài quốc gia: Đại học Thủ đô Tokyo. Ngoài ra còn có một vài trường đại học nổi tiếng với các lớp học bằng tiếng Anh và giảng dạy tiếng Nhật, bao gồm Trường Quản lý Đại học Globis, Đại học Christian Quốc tế, Đại học Sophia và Đại học Waseda.
Tokyo cũng là trụ sở của Đại học Liên Hợp Quốc.
Điều hành công khai các trường mẫu giáo, trường tiểu học (năm 1 đến 6) và trường tiểu học (7 đến 9) được điều hành bởi các phường địa phương hoặc văn phòng thành phố. Các trường trung học công lập ở Tokyo được điều hành bởi Hội đồng giáo dục của chính quyền thành phố Tokyo và được gọi là "Trường trung học thủ đô". Tokyo cũng có nhiều trường tư thục từ mẫu giáo đến trung học:
- Trường quốc tế Aoba Nhật Bản
- Trường Anh tại Tokyo
- Trường giao lưu quốc tế Jingumae
- Trường quốc tế K. Tokyo
- Trường quốc tế Tokyo
- Trường quốc tế Canada
- Trường quốc tế Tokyo West
- Trường quốc tế St. Mary's
- Trường quốc tế mới

## Văn hóa

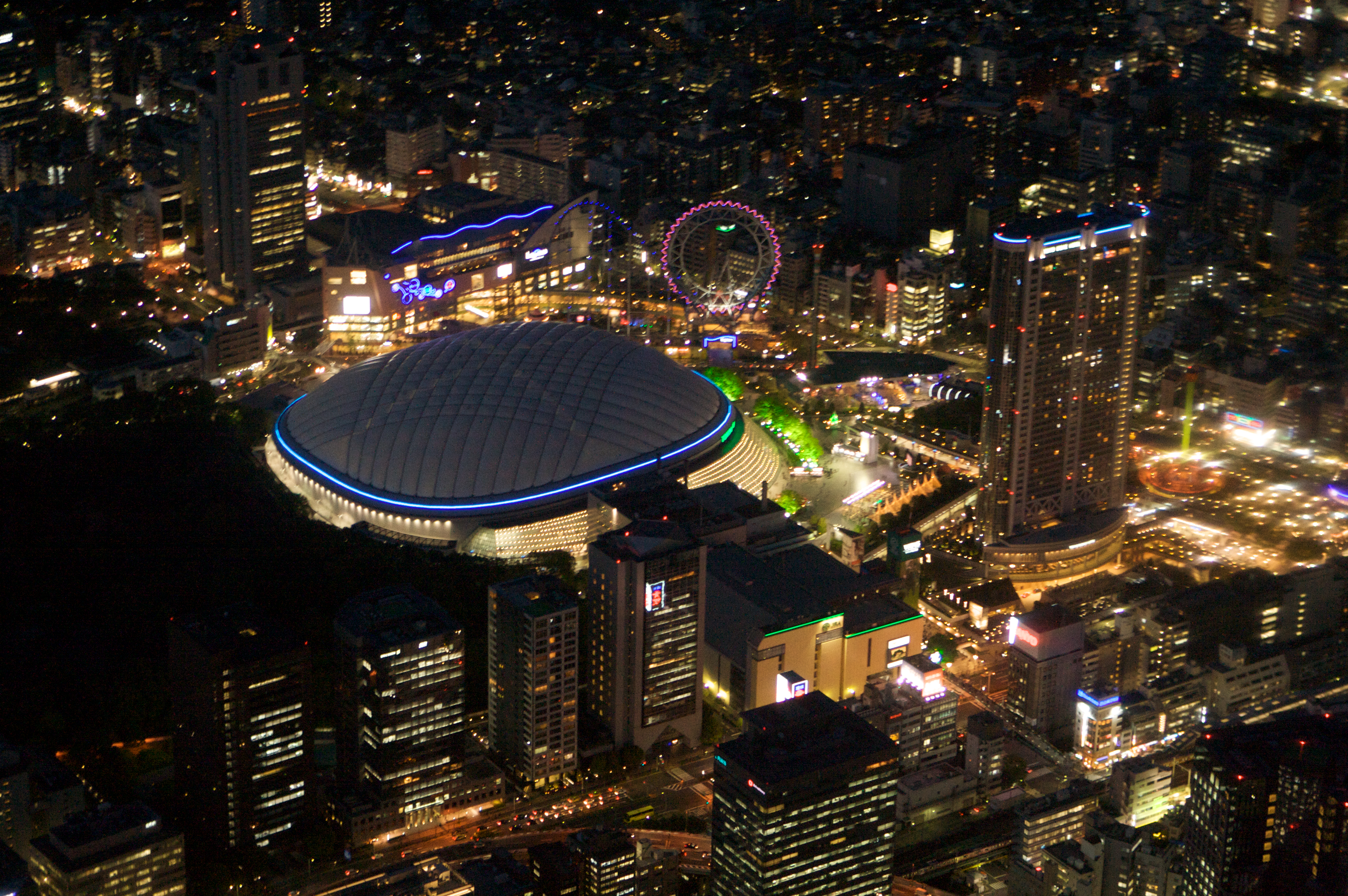
Tokyo Dome, sân nhà của Yomiuri Giants

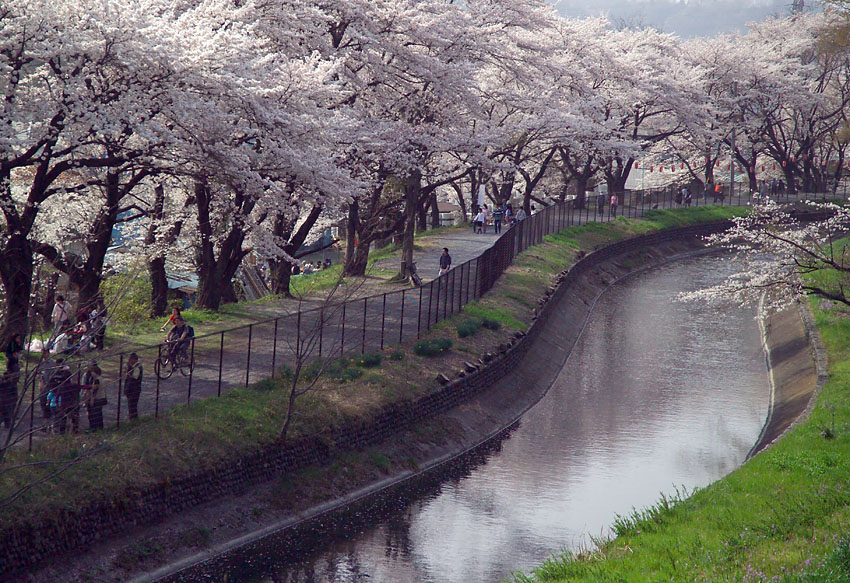
Tamagawa Jōsui Hamura

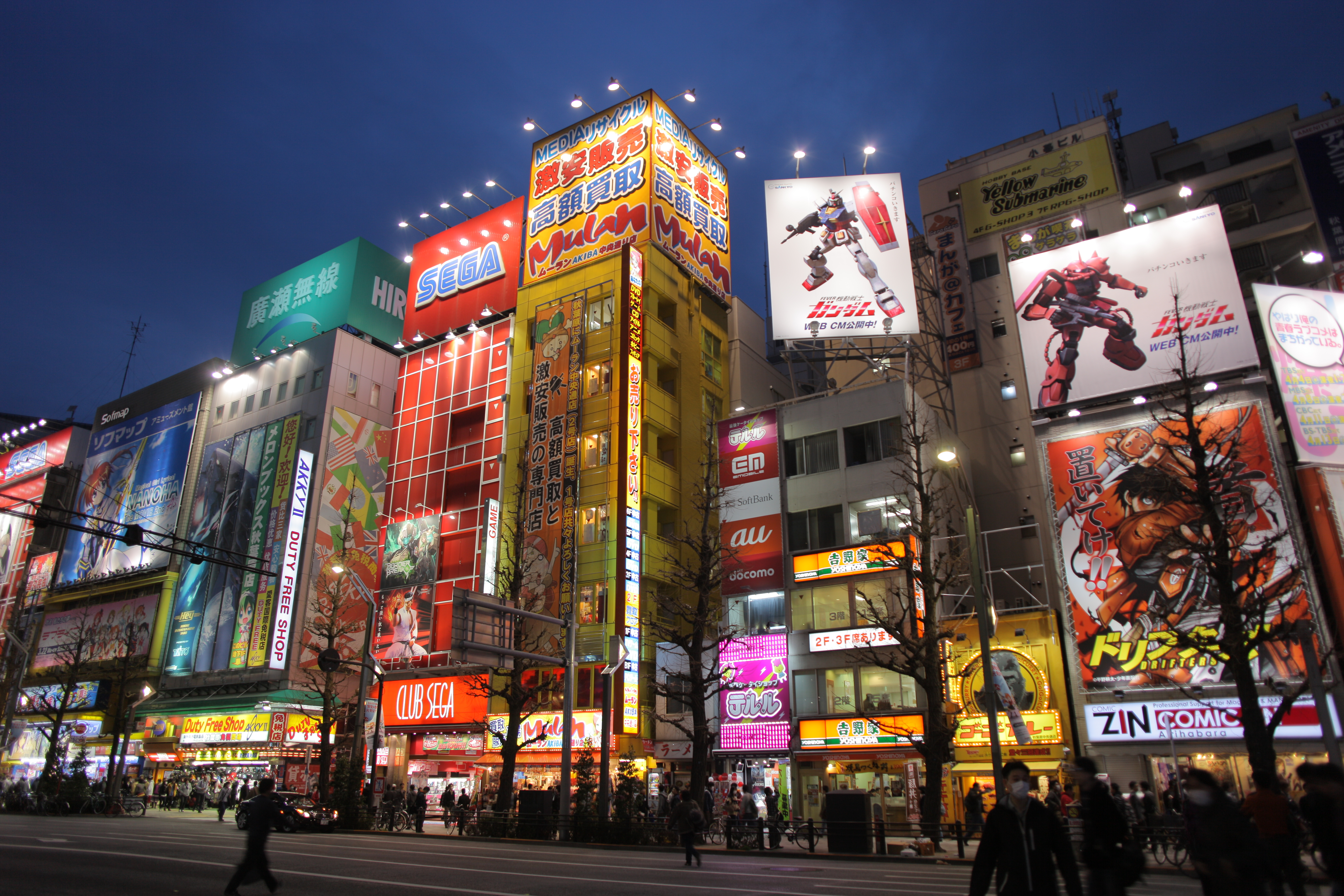
Akihabara và một khu giải trí nổi tiếng cho những người cuồng mộ anime, manga và game.

Tokyo có rất nhiều bảo tàng. Riêng tại công viên Ueno đã có 4 bảo tàng quốc gia gồm: Bảo tàng Quốc gia Tokyo, bảo tàng lớn nhất của Nhật Bản và chuyên về nghệ thuật truyền thống Nhật Bản; Bảo tàng Quốc gia nghệ thuật phương Tây; Bảo tàng Nghệ thuật Hiện đại Quốc gia Tokyo, với những bộ sưu tập về nghệ thuật Nhật Bản cũng như hơn 40,000 bộ phim của Nhật Bản và quốc tế. Ở vườn hoa Ueno cũng có Bảo tàng Khoa học Quốc gia và vườn thú công cộng. Các bảo tàng khác bao gồm: Bảo tàng Nghệ thuật Nezu tại Aoyama; Bảo tàng Edo-Tokyo tại Sumida dọc sông Sumida ở trung tâm Tokyo và thư viện nghị viện quốc gia, Cơ quan lưu trữ quốc gia và Bảo tàng Nghệ thuật Hiện đại Quốc gia, nằm gần hoàng cung.

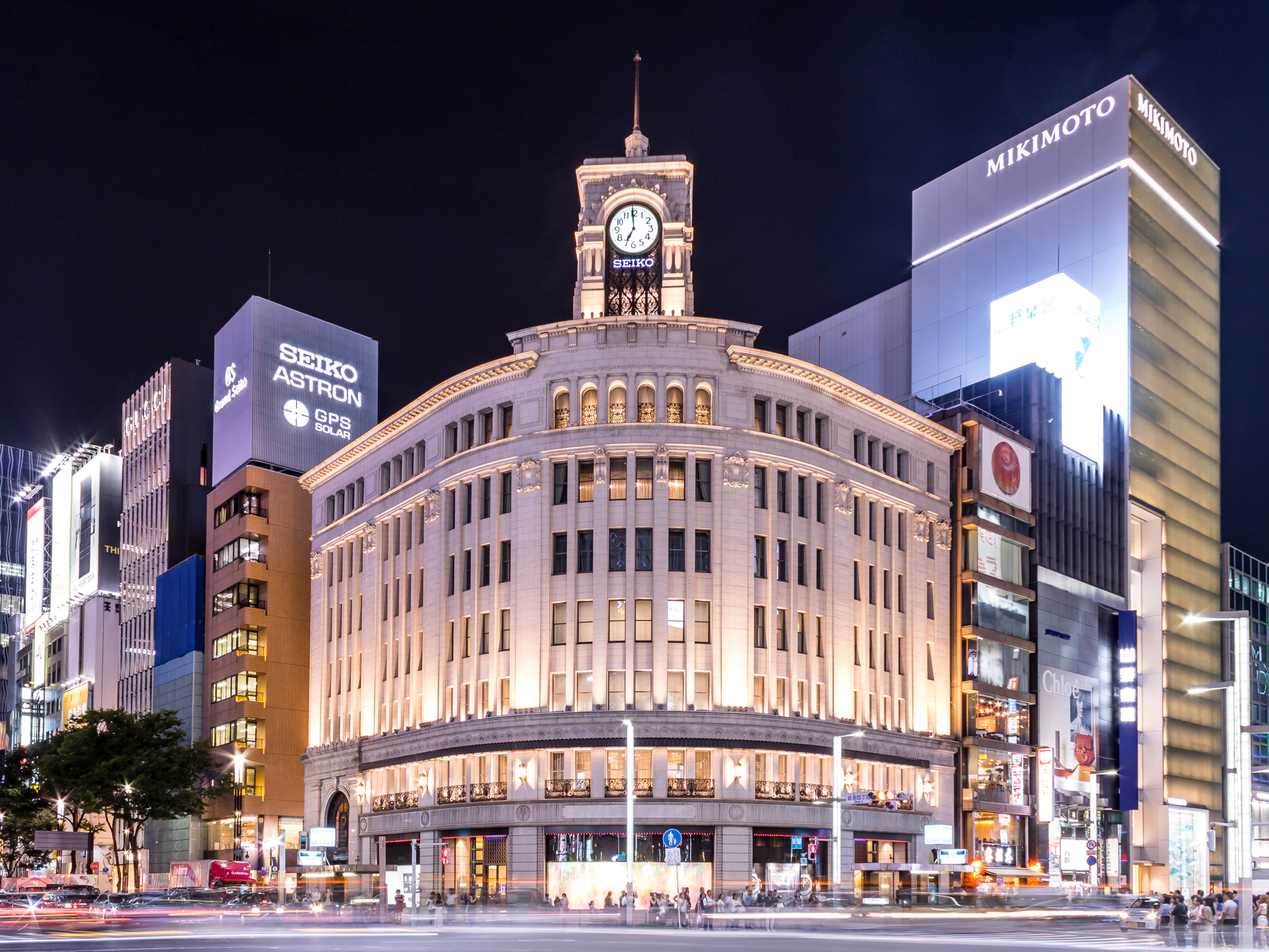
Ginza là khu mua sắm cao cấp nổi tiếng của Tokyo và là một trong những khu mua sắm sang trọng nhất trên thế giới.

Tokyo có rất nhiều nhà hát cho nghệ thuật biểu diễn. Trong đó có những nhà hát tư nhân và nhà nước dành cho các loại hình nghệ thuật truyền thống của Nhật Bản như kịch Noh và Kabuki cũng như cho các thể loại kịch hiện đại. Các dàn nhạc giao hưởng và những nhóm nhạc biểu diễn âm nhạc phương Tây và âm nhạc truyền thống. Tokyo có rất nhiều nơi biểu diễn dành cho thể loại nhạc pop và rock với đủ các kích cỡ từ những câu lạc bộ nhỏ cho tới những khu lớn như Nippon Budokan. Có rất nhiều lễ hội diễn ra khắp Tokyo. Những lễ hội lớn phải kể đến Sannō tại đền Hie, Sanja tại đền Asakura và lễ hội Kanda tổ chức hai năm một lần. Thường niên, vào cuối ngày thứ bảy của tháng bảy, tại sông Sumida sẽ có màn biểu diễn pháo hoa thu hút hơn một triệu người xem. Vào mùa hoa anh đào nở vào tháng tư, rất nhiều người tụ tập tại công viên Ueno, công viên Inokashira và vườn quốc gia Shinjuku Gyoen để tổ chức picnic dưới bóng cây anh đào.
Nhiều lễ hội khác nhau diễn ra trên khắp Tokyo. Các sự kiện chính bao gồm Sannou tại Đền Hie, Sanja tại Đền Asakusa và Lễ hội Kanda hai năm một lần. Cuối cùng có một cuộc diễu hành với phao được trang trí công phu và hàng ngàn người. Hàng năm vào thứ bảy cuối cùng của tháng 7, một màn pháo hoa khổng lồ trên sông Sumida thu hút hơn một triệu người xem. Một khi hoa anh đào nở vào mùa xuân, nhiều cư dân tụ tập tại Công viên Ueno, Công viên Inokashira và Vườn Quốc gia Shinjuku Gyoen để dã ngoại dưới những bông hoa.
Harajuku, một địa điểm thuộc khu Shibuya, được biết đến trên toàn thế giới với phong cách, thời trang và cosplay của giới trẻ Nhật Bản.
Ẩm thực ở Tokyo được quốc tế hoan nghênh. Vào tháng 11 năm 2007, Michelin đã phát hành hướng dẫn đầu tiên của họ về ẩm thực tuyệt vời ở Tokyo, trao tổng cộng 191 sao, hoặc gấp đôi so với đối thủ cạnh tranh gần nhất của Tokyo, Paris. Tính đến năm 2017, 227 nhà hàng ở Tokyo đã được trao (92 ở Paris). Mười hai cơ sở đã được trao tối đa ba sao (Paris có 10), 54 nhận hai sao và 161 kiếm được một sao.

## Thể thao

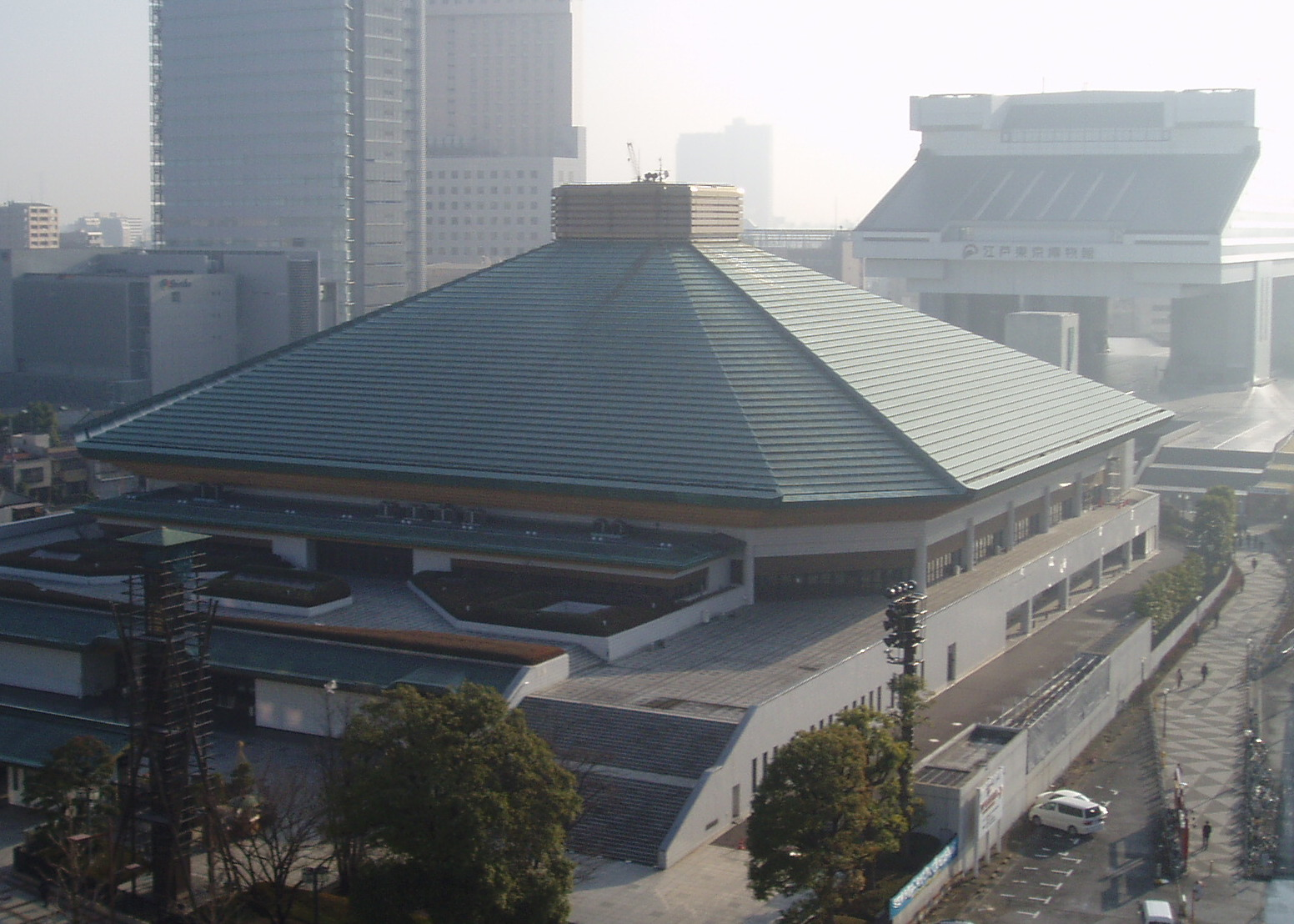
Ryōgoku Kokugikan, nhà thi đấu sumo

Thể thao tại Tokyo rất đa dạng. Tokyo có hai đội bóng chày chuyên nghiệp là Yomiuri Giants (sân nhà là Tokyo Dome) và Yakult Swallows (sân nhà là sân vận động Meiji-Jingu). Hiệp hội Sumo Nhật Bản có trụ sở tại Tokyo đặt tại nhà thi đấu Ryōgoku Kokugikan, nơi có 3 giải Sumo chính thức được tổ chức thường niên (vào tháng giêng, tháng năm và tháng chín). Những câu lạc bộ bóng đá ở Tokyo bao gồm F.C. Tokyo và Tokyo Verdy, cả hai đều đang thi đấu ở J-League 1 và có chung sân nhà là sân vận động Ajinomoto tại Chōfu. Tokyo là thành phố đã tổ chức Thế vận hội Mùa hè 1964. Sân vận động quốc gia, được biết đến với tên là sân vận động Olympic Quốc gia (Tokyo) đã tổ chức một số sự kiện thể thao quốc tế, hiện nay nó đã được di chuyển sang nơi khác và xây mới. Là một thành phố có nhiều khu thi đấu thể thao đạt đẳng cấp quốc tế, Tokyo thường xuyên tổ chức những sự kiện thể thao trong nước và quốc tế như các giải tennis, bơi, marathon, thể thao biểu diễn kiểu Mỹ, judo, karate. Cung thể dục thể thao trung tâm Tokyo, nằm ở Sendagaya, Shibuya, là khu liên hợp thể thao lớn bao gồm nhiều bể bơi, phòng tập và một nhà thi đấu trong nhà. Tokyo cũng sẽ lần lần thứ hai tổ chức Thế vận hội Mùa hè 2020.

## Tokyo trong văn hóa đại chúng

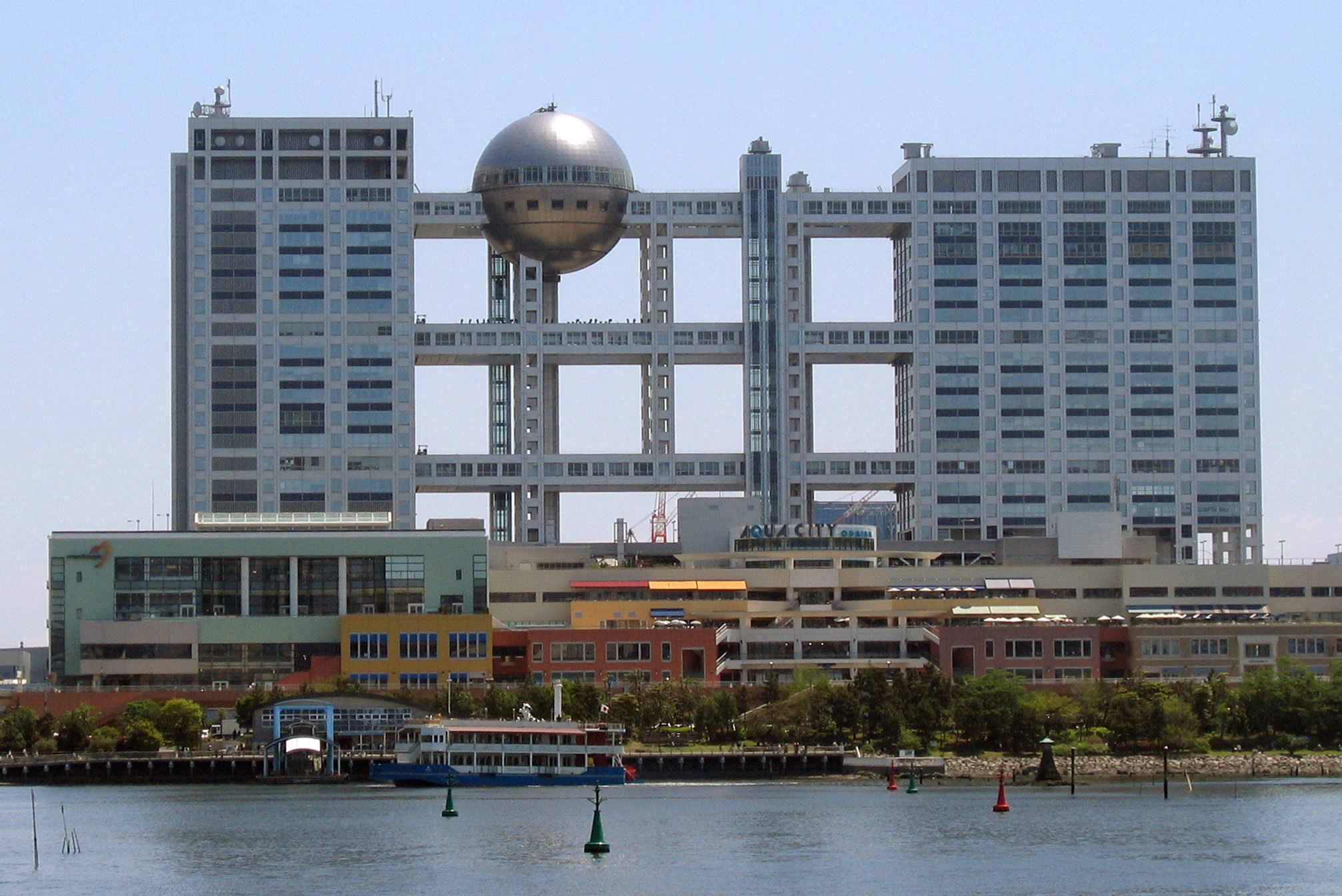
Trụ sở đài truyền hình Fuji

Với vai trò là một trung tâm dân số lớn nhất Nhật Bản và là nơi có trụ sở của những đài truyền hình lớn như NHK, Fuji TV. Tokyo thường xuyên được chọn làm bối cảnh cho những bộ phim Nhật Bản, show truyền hình, anime, manga. Trong thể loại kaiju (phim kinh dị), những thắng cảnh của Tokyo thường bị phá hủy bởi những con quái vật khổng lồ như Godzilla.
Một vài đạo diễn Hollywood đã chọn Tokyo là nơi quay phim cũng như bối cảnh của bộ phim. Một vài ví dụ cho những bộ phim thời hậu chiến là Tokyo Joe, My Geisha, tập phim You Only Live Twice trong loạt phim về James Bond; nhiều bộ phim nổi tiếng khác bao gồm Kill Bill, The Fast and the Furious: Tokyo Driff và Lost in Translation.
Tác giả Nhật Bản Haruki Murakami đã dựa trên một số tiểu thuyết của mình ở Tokyo (bao gồm cả Rừng Na Uy), và hai cuốn tiểu thuyết đầu tiên của David Mitchell, số 9dream và Ghostwrrite đặc trưng của thành phố. Họa sĩ đương đại người Anh Carl Randall đã dành 10 năm sống ở Tokyo với tư cách là một nghệ sĩ, tạo ra một tác phẩm mô tả các đường phố đông đúc và không gian công cộng của thành phố này.

## Khung cảnh
Kiến trúc ở Tokyo đã được hình thành phần lớn bởi lịch sử của thành phố. Hai lần trong lịch sử thành phố đã bị phá hủy chỉ còn lại những đống đổ nát: đầu tiên trong trận động đất năm 1923 và sau đó là khi bị oanh tạc trong Thế Chiến II. Bởi vì điều này, cảnh quan đô thị Tokyo bao gồm chủ yếu là kiến trúc hiện đại và kiến trúc đương đại, và các tòa nhà cũ là rất khan hiếm. Tokyo có nhiều nổi tiếng hình thức kiến trúc hiện đại nổi tiếng bao gồmː Tokyo International Forum, Asahi Beer Hall, Mode Gakuen Cocoon Tower, NTT Docomo Yoyogi Building và Rainbow Bridge. Tokyo cũng có hai ngọn tháp đặc biệt: Tháp Tokyo, và mới đây là Tokyo Skytree, ngọn tháp cao nhất ở Nhật và trên thế giới, cũng là công trình kiến trúc cao thứ hai thế giới chỉ sau Burj Khalifa của Dubai.
Tokyo cũng có nhiều công viên và các khu vườn. Có bốn công viên quốc gia ở Tokyo, bao gồm có Vườn quốc gia Fuji-Hakone-Izu.

Toàn cảnh Shinjuku và núi Phú Sĩ ở ngay phía sau.

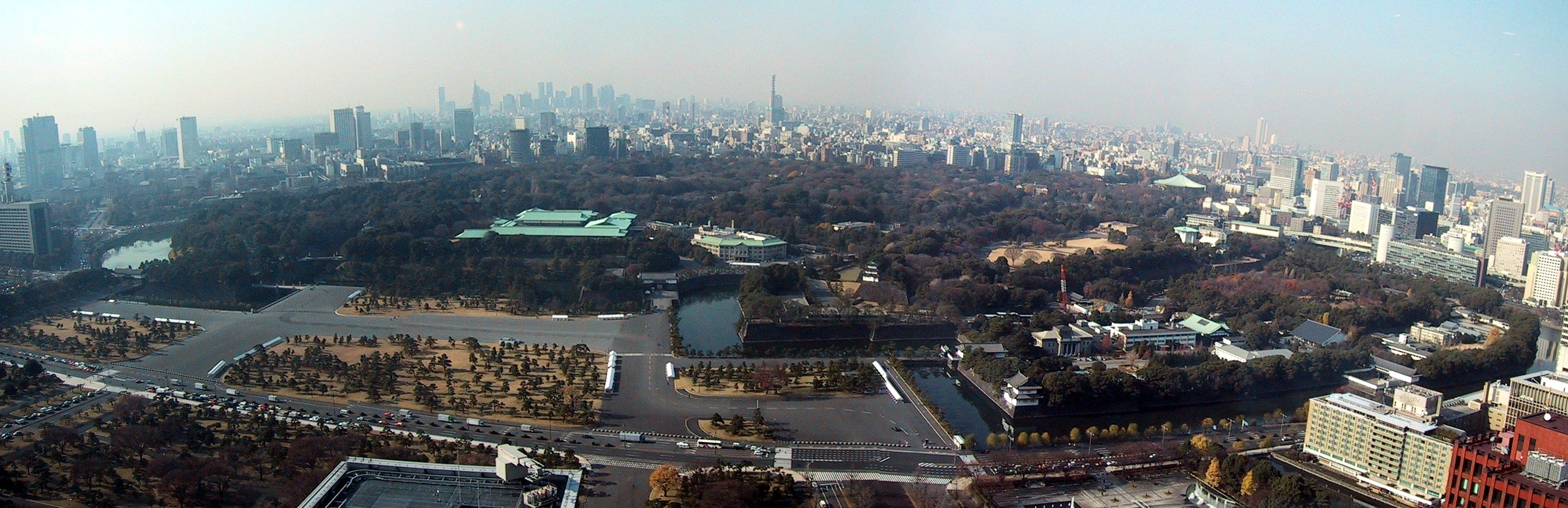
Toàn cảnh Hoàng cung Tokyo nhìn từ Marunouchi.

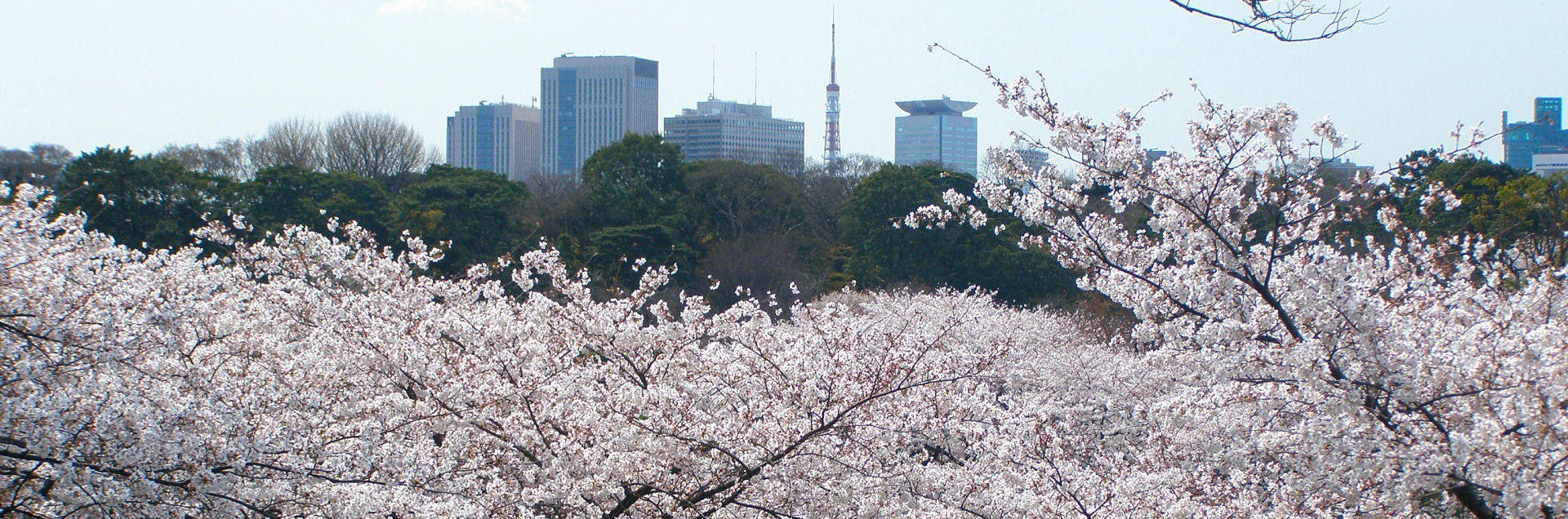
Hoa anh đào nở trong Hoàng cung.

## Thành phố kết nghĩa
Tokyo có 12 thành phố và bang kết nghĩa:
| - Bắc Kinh, Cộng hòa Nhân dân Trung Hoa - Berlin, Đức - Cairo, Ai Cập - Jakarta, Indonesia - Moskva, Nga - New South Wales, Úc | - Thành phố New York, Hoa Kỳ - Luân Đôn, Anh - Paris, Pháp - Roma, Ý - Bang São Paulo, Brasil - Seoul, Hàn Quốc |